# McDonnell Douglas F-15E Strike Eagle

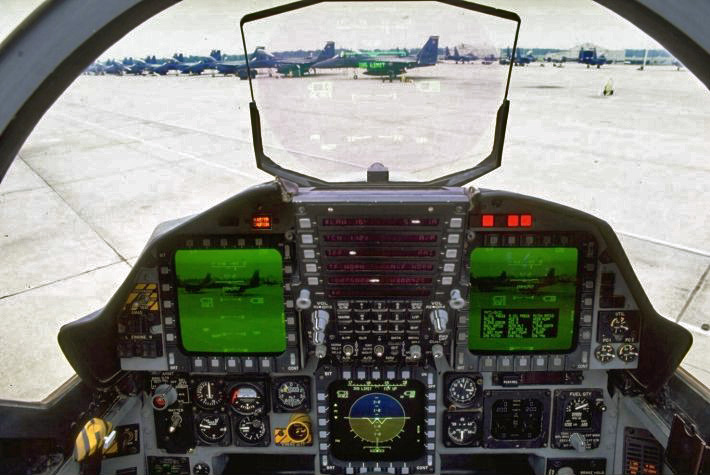
Vue de la cabine. Le F-15EX a une WAD à la place des 3 MFDs.

Le McDonnell Douglas F-15E Strike Eagle est un chasseur-bombardier d'assaut tout-temps américain en grande partie dérivé du F-15 Eagle, avion de chasse tout-temps dit de « supériorité aérienne ». Il a été conçu dans les années 1980, afin d'effectuer des opérations d'interdiction en profondeur à grande vitesse sans le support de chasseurs d'escorte ou d'avions de guerre électronique. Il a été déployé dans les opérations Tempête du désert, en Irak, et Allied Force, en Serbie, effectuant des frappes en profondeur contre des cibles de haute valeur, des patrouilles, et fournissant un appui aérien rapproché aux troupes de la coalition. Il a également été déployé dans les conflits qui ont suivi et a été exporté dans plusieurs pays. Le F-15E Strike Eagle de l'US Air Force se distingue des autres versions par son camouflage plus sombre, « Dark Navy Blue » (bleu marine foncé) ou « Dark Blue Grey » (bleu gris foncé), et ses réservoirs conformes « FAST » (Fuel And Sensors Tactical) montés le long des entrées d'air, désignés « Conformal Fuel Tanks » dans leur langue d'origine (CFT).

## Développement
En 1979, McDonnell Douglas et Hughes Aircraft, le fabricant du radar du F-15 Eagle, s'associent pour développer une version d'assaut de l'appareil. En mars 1981, l'US Air Force annonce le programme Enhanced Tactical Fighter (ETF), qui a pour but de trouver le remplaçant du F-111 Aardvark. L'idée est de concevoir un avion capable de mener des missions d'interdiction en profondeur sans l'appui d'un chasseur d'escorte ou de brouillage. General Dynamics présente le General Dynamics F-16XL, tandis que McDonnell Douglas présente une variante biplace du F-15 Eagle. Le 24 février 1984, l'US Air Force accorde le contrat ETF au F-15E Strike Eagle de McDonnell Douglas. Une des raisons principales de ce choix est le coût de développement du F-15E, inférieurs de 40 % à celui du F-16XL. Par ailleurs, le F-15E est un biréacteur, contrairement au F-16XL, et il a de meilleures possibilités d'évolution. L'US Air Force prévoit initialement d'acquérir 392 F-15E.

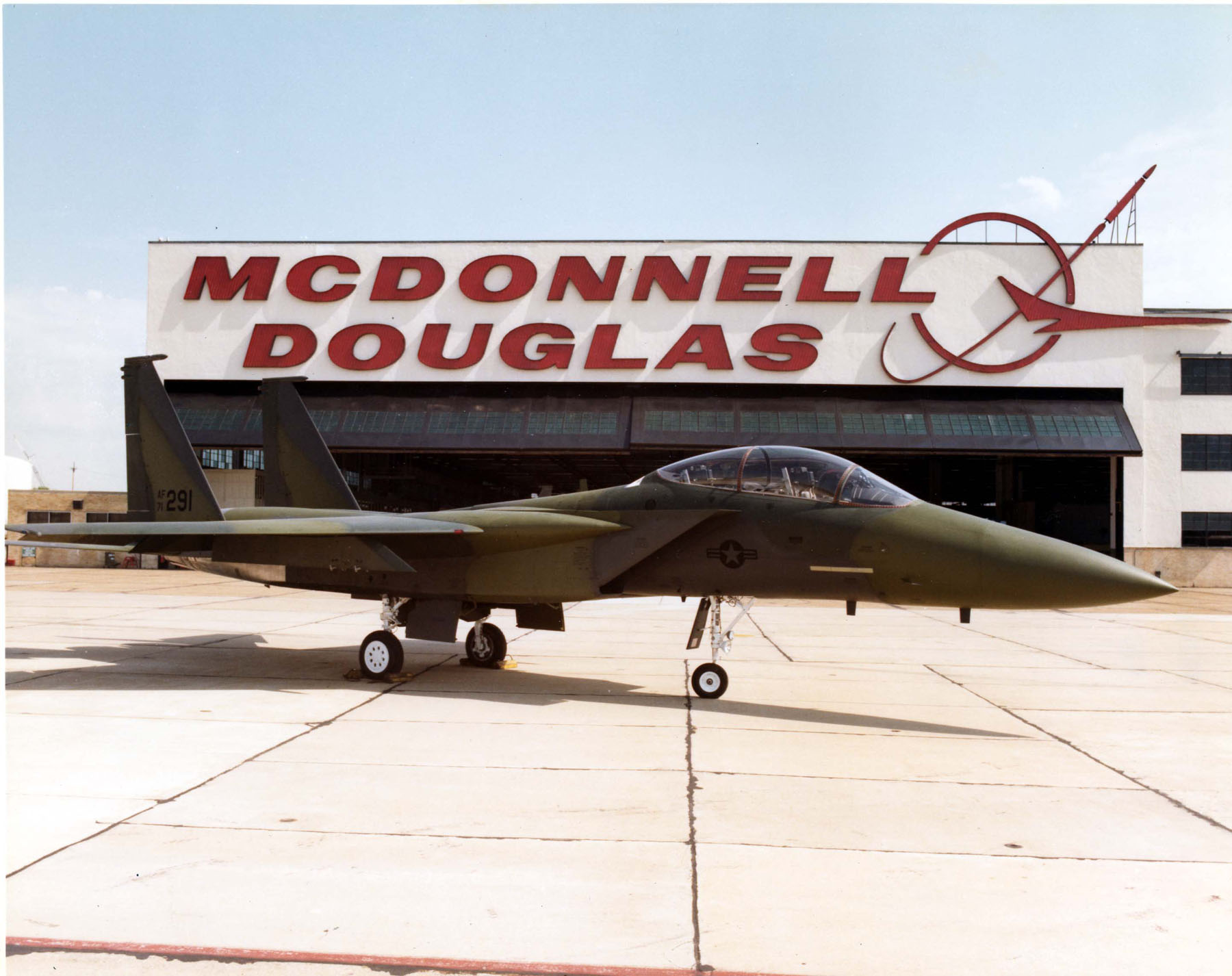
Le prototype (71-0291) du F-15E devant l'usine de McDonnell Douglas.

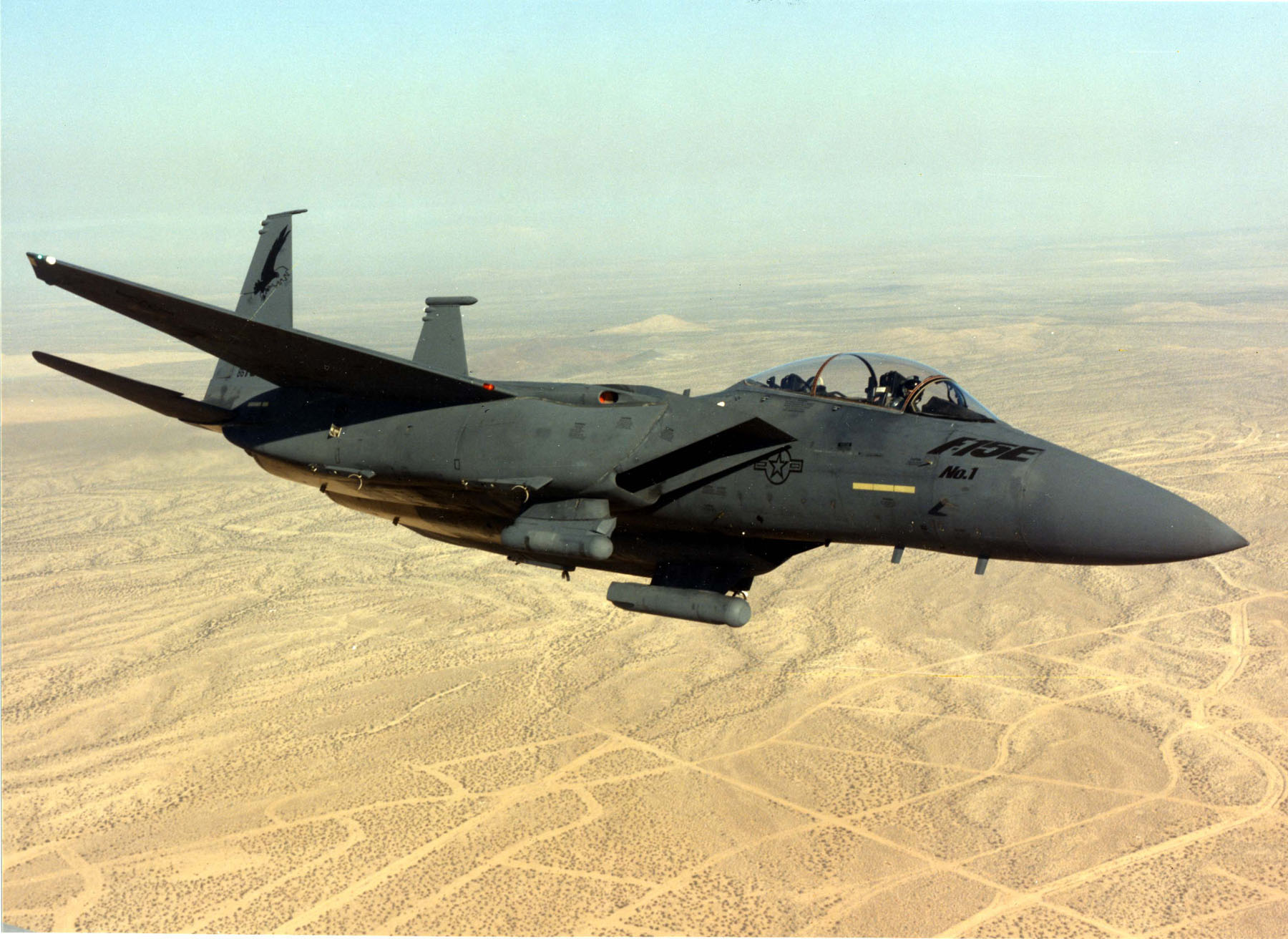
Le premier F-15E de production (86-0183).

Le premier vol du F-15E a lieu le 11 décembre 1986. Le premier modèle de production du F-15E est livré à l'US Air Force en avril 1988. La production continue pendant les années 1990 jusqu'en 2001, avec un total de deux cent trente-six appareils pour l'US Air Force.
Des variantes du F-15E sont développées pour Israël (F-15I), la Corée du Sud (F-15K), l'Arabie saoudite (F-15S), et Singapour (F-15SG).
Après 2007, le F-15E est mis à jour avec le radar Raytheon APG-82, un radar à antenne active (AESA). Le premier radar de test est livré à Boeing en 2010. Il combine le processeur de l'APG-79 utilisé sur le F/A-18E/F Super Hornet avec l'antenne de l'APG-63(V)3 AESA adaptée sur le F-15C. La mise à jour du radar fait partie du programme de modernisation des radars du F-15E. Le nouveau radar est appelé APG-63(V)4, jusqu'à ce qu'il reçoive en 2009 la désignation APG-82.
Si une partie des F-15C/D sont aujourd'hui remplacés par le F-22 Raptor, il n'y a pas d'alternative prévue au F-15E dans son rôle d'avion d'assaut. Le Strike Eagle est crédité d'une durée de vie doublée, par rapport aux versions précédentes du F-15, et il devrait rester en service après 2025. Fin 2011, Boeing étudie la possibilité de faire passer la durée de vie, qui est à l'origine de 8 000 h, à 32 000 h de vol pour le faire rester en ligne jusqu'au milieu du XXIe siècle.
En 2021, les appareils américains continuent d'être améliorés, leur capacité d'emport de munitions augmente passant de 9 à 15 JDAM, ou avec une configuration Bomb Truck de 12 bombes JDAM et 4 SBD lors de transit entre bases et la capacité de tirer 5 missiles air-sol JASSM. La logistique expéditionnaire se réduit, passant de deux à un C-130 Hercules par F-15E déployé.
L'US Air Force a lancé dans les années 2000 le programme Next-Generation Bomber (en), un concept de bombardier à rayon d'action moyen qui aurait pu prendre la place du Strike Eagle, mais il a dérivé au fil des aléas au bombardier stratégique Northrop Grumman B-21 Raider.
Le F-35A Lightning II prévu pour, à terme, remplacer un grand nombre d'autres avions d'attaque tels que le F-16 Fighting Falcon et le A-10 Thunderbolt II, pourrait également prendre en charge une grande partie des missions du F-15E. Mais le F-15E a un meilleur rayon d'action en charge.
On prévoit en 2021 qu'il soit remplacé par une nouvelle version du F-15 basée sur le F-15EX.

## Conception

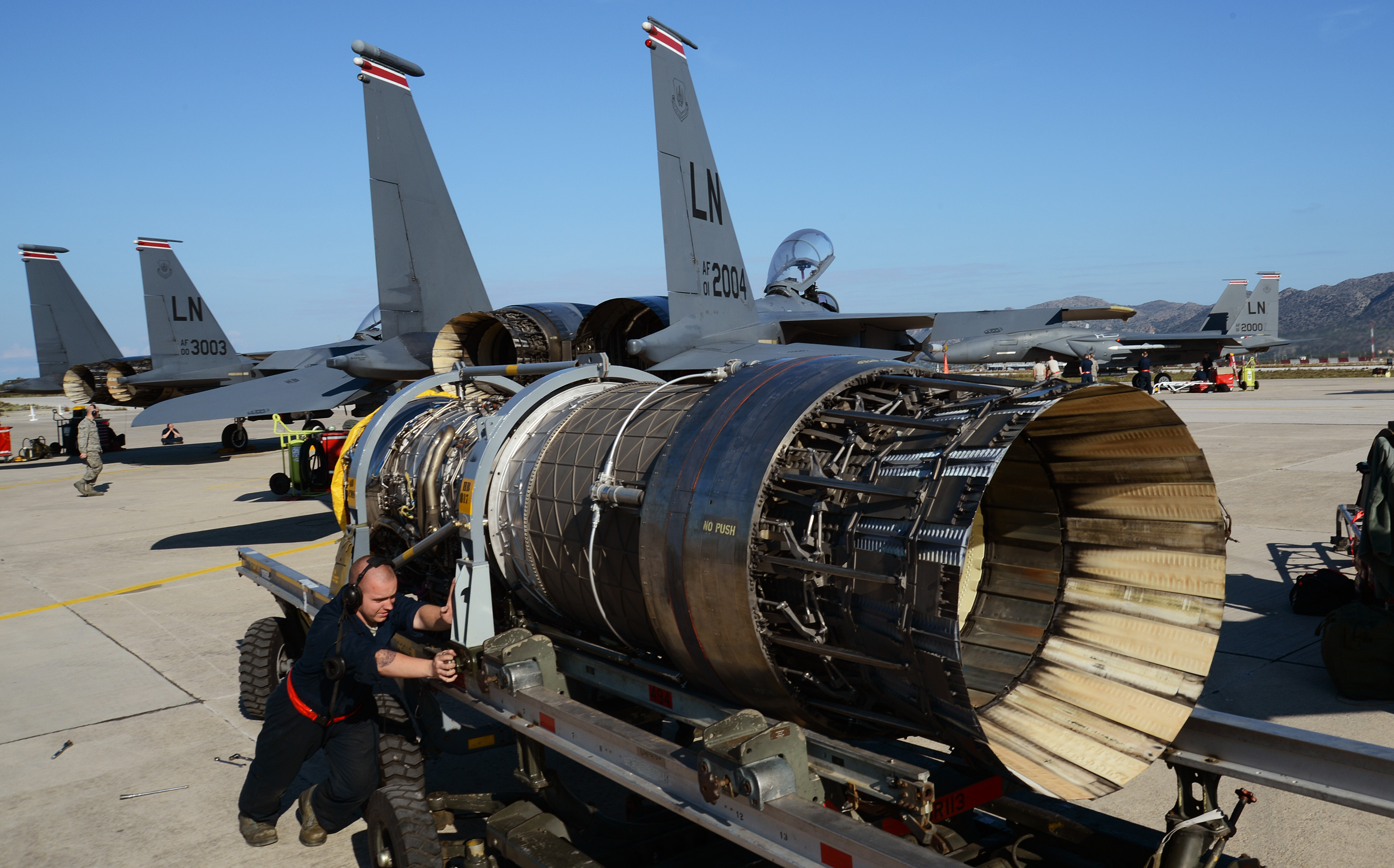
Remplacement d'un réacteur Pratt & Whitney F100 d'un F-15E en 2004.

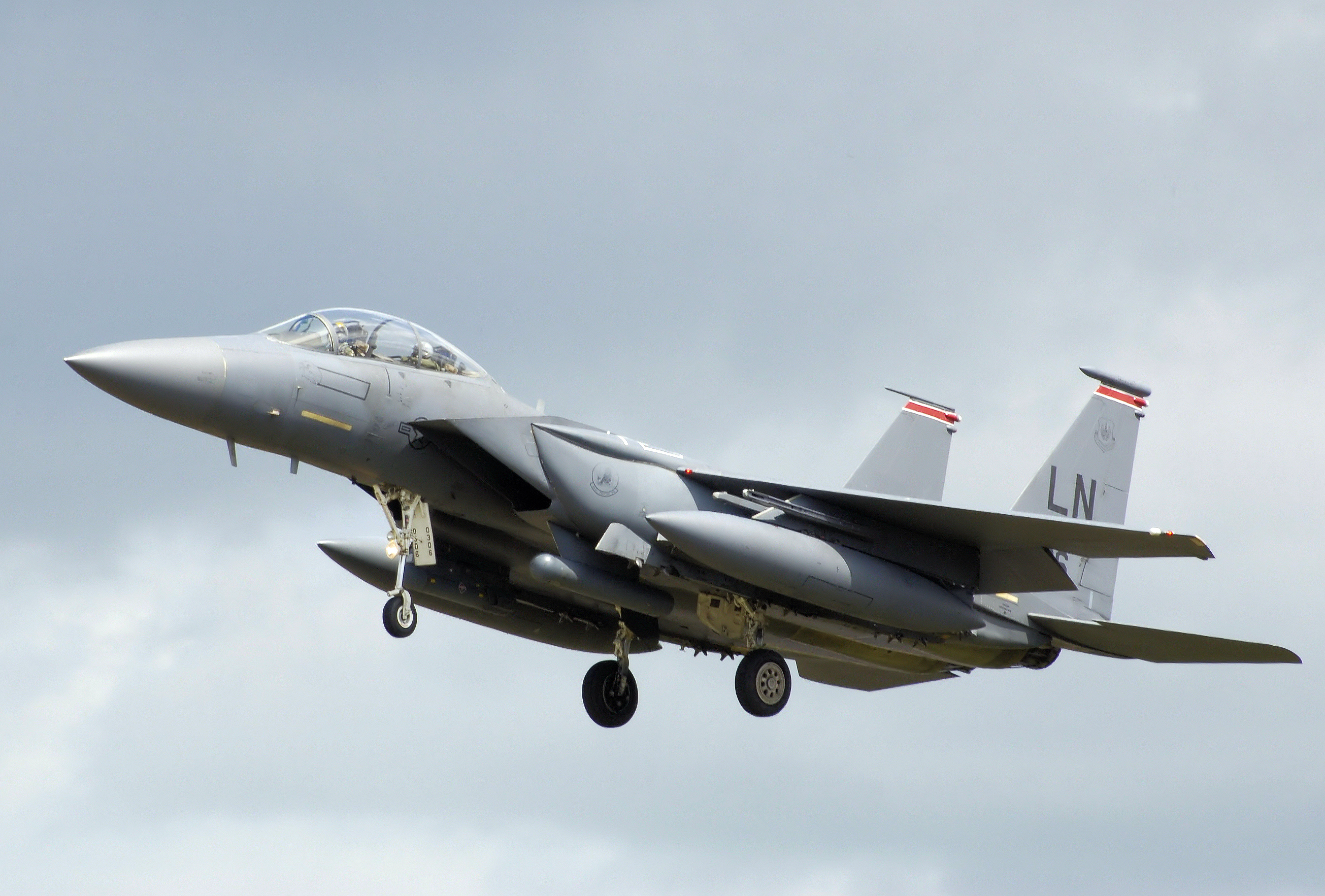
Atterrissage d'un F-15E Strike Eagle pendant le meeting aérien du Royal International Air Tattoo de 2008.

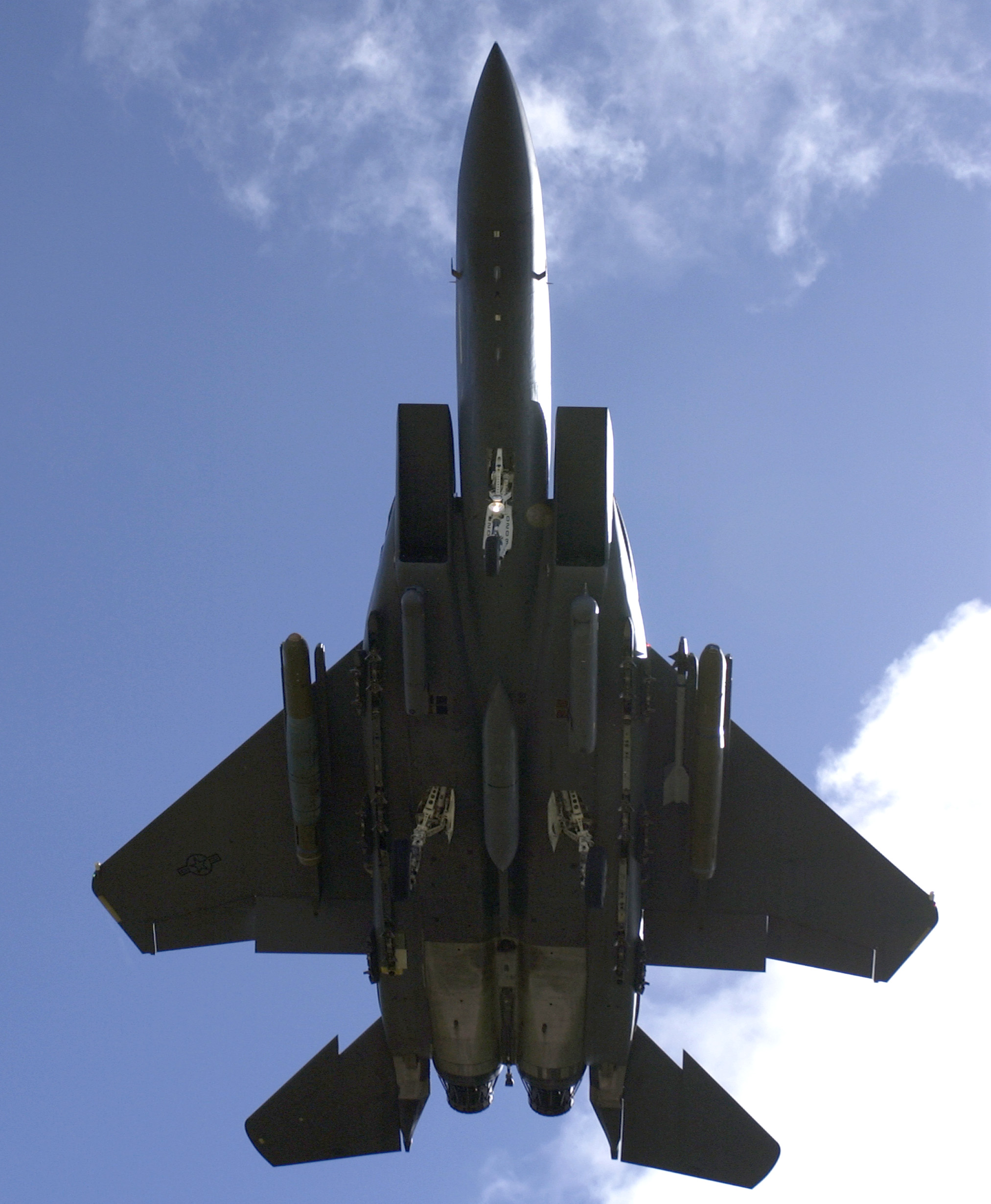
Une vue de dessous d'un F-15E Strike Eagle, avec le train d'atterrissage sorti.

Le rôle d'avion d'assaut est en rupture totale avec le concept originel du F-15 Eagle, puisque cet appareil a été conçu exclusivement pour la supériorité aérienne, avec pour unique philosophie « pas un gramme pour l'air-sol »,. La cellule de base, cependant, s'est avérée assez souple pour produire un chasseur d'attaque très performant. Le F-15E, dont la mission principale est l'attaque au sol, conserve néanmoins l'efficacité air-air du F-15 « normal » et peut se défendre contre les avions ennemis.
Le prototype du F-15E est une modification du F-15B biplace. Mais il comprend d'importants changements de structure et des turboréacteurs bien plus puissants. Le siège arrière est équipé pour un Weapon Systems Officer (WSO, prononcer « wizzo »). Cet artilleur/navigateur est équipé d'une avionique air-sol comprenant plusieurs écrans pour afficher les informations nécessaires. Il est aussi responsable du radar, de l'électronique de guerre et des capteurs infrarouges. Il surveille l'état des armes, évalue les menaces possibles, sélectionne les objectifs et utilise une carte électronique pour la navigation.
Contrairement aux premiers appareils biplaces, dont le siège arrière n'avait pas de commandes de vol (comme le F-14 Tomcat et les versions US Navy du F-4 Phantom II), le siège arrière du F-15E est équipé de son propre manche et d'une commande de gaz. Le WSO peut ainsi prendre les commandes de vol, même s'il n'a qu'une visibilité réduite.
Pour étendre son rayon d'action, le F-15E est équipé de deux réservoirs de carburant conformes (CFT : Conformal Fuel Tanks) qui épousent le fuselage. Ceux-ci produisent moins de résistance aérodynamique que les réservoirs largables classiques, placés sous les ailes ou le ventre de l'appareil. Ils contiennent chacun 750 gallons US (2 800 litres) de carburant et disposent de six points d'ancrage d'armement répartis en deux rangées de trois. Contrairement aux réservoirs largables, les CFT sont fixes. Le rayon d'action accru de l'appareil se fait donc au prix d'une certaine dégradation des performances, en raison de la traînée et du poids supplémentaire qu'ils génèrent. Des réservoirs similaires peuvent être montés sur les variantes F-15C/D et export, et les forces aériennes israéliennes utilisent cette option sur leur version de chasse du F-15 Eagle ainsi que leur version F-15I du Strike Eagle. Le F-15E est systématiquement équipé de CFT.
Le Tactical Electronic Warfare System (TEWS) du F-15E, c'est-à-dire le système électronique de guerre tactique, intègre toutes les contre-mesures disponibles : récepteurs d'alerte radar (RSA), brouilleur de radar et lanceur de leurres/paillettes. Le tout est connecté au TEWS pour fournir une défense globale contre la détection et le suivi. Ce système comprend une nacelle ECM AN/ALQ-131, montée à l'extérieur sur le longeron central sur une base ad'hoc.
Un système de navigation inertielle utilise un gyromètre laser pour surveiller en permanence la position de l'avion et fournir des informations à l'ordinateur central. Ce système permet aussi d'établir une carte numérique pour le pilote et le WSO.
Le radar APG-70 est capable de détecter des cibles au sol à de grandes distances. Une caractéristique de ce système est que, après le balayage d'une zone cible, la carte air-sol peut être gelée pour permettre de détecter une menace aérienne. Ainsi, lors du tir d'armes air-sol par le WSO, le pilote peut détecter, cibler et engager des avions ennemis. L'APG-70 doit être remplacé par le radar AN/APG-82(v)1 Active Electronically Scanned Array Radar (AESA : antenne réseau à commande de phase active). Les essais en vol ont débuté en janvier 2010 et la capacité opérationnelle est prévue pour 2014.
Le système de navigation à basse altitude et de ciblage infrarouge de nuit (LANTIRN : Low Altitude Navigation and Targeting Infrared for Night), monté à l'extérieur sous les entrées d'air des moteurs, permet à l'avion de voler à basse altitude, la nuit et dans toutes les conditions météorologiques, et d'attaquer des cibles au sol avec une variété d'armes guidées et non guidées. Le système LANTIRN donne une précision de tir exceptionnelle au F-15E et se compose de deux nacelles fixées à l'extérieur. La nuit, l'image vidéo du LANTIRN peut être projetée sur le viseur tête haute produisant l'image infrarouge de contour du sol.
La nacelle de navigation comprend un radar de suivi de terrain, qui permet au pilote de voler en toute sécurité à très faible altitude en suivant les données de l'affichage tête haute. Ce système peut également être couplé au pilote automatique de l'avion, fournissant ainsi un suivi de terrain « mains libres ». En outre, le module contient un système infrarouge tourné vers l'avant, qui est projeté sur l'affichage tête haute du pilote et est utilisé pendant les opérations de nuit ou par faible visibilité. La nacelle de l'AN/AAQ-13 Nav est installée sous l'entrée d'air du moteur droit.
La nacelle de ciblage contient un désignateur laser et un système de suivi, qui marquent un ennemi pour destruction jusqu'à des distances de 10 mi (16 km). Une fois le suivi lancé, l'information de ciblage est automatiquement transférée aux missiles air-sol à guidage infrarouge ou aux bombes à guidage laser. La nacelle de ciblage est montée sous l'entrée d'air du moteur gauche. Cela peut être soit l'AN/AAQ-14 LANTIRN, soit l'AN/AAQ-28 Litening, soit  l'AN/AAQ-33 Sniper.
Pour les missions air-sol, le F-15E peut transporter la plupart des armes de l'arsenal de l'US Air Force. Il peut aussi être armé de missiles air-air tels que l'AIM-9 Sidewinder, l'AIM-7 Sparrow et l'AIM-120 AMRAAM pour l'auto-défense (bien que le Strike Eagle conserve les capacités de lutte air-air de sa lignée, il est rarement, voire jamais, utilisé pour des missions air-air). Comme le F-15C, il emporte également un canon General Electric M61A1 de 20 mm, qui a une cadence de tir de 6 000 coups par minute. Ce canon est efficace contre les avions ennemis et des cibles « faibles » au sol.
BAE Systems produit le MIDS Fighter Data Link Terminal, qui améliore la connaissance de la situation des équipages Strike Eagle via le partage de données Link 16.

## Histoire opérationnelle

### États-Unis
La première production de F-15E fut livrée au 405e escadre d'entraînement tactique (en) à l'Air Force Base Luke, en Arizona, en avril 1988. Le « Strike Eagle », comme il fut surnommé, reçut sa première affectation opérationnelle le 30 septembre 1989 au 336th Fighter Squadron de la 4e escadre de chasse à l'Air Force Base Seymour Johnson (en) en Caroline du Nord.

#### OpérationsBouclier du désertetTempête du désert

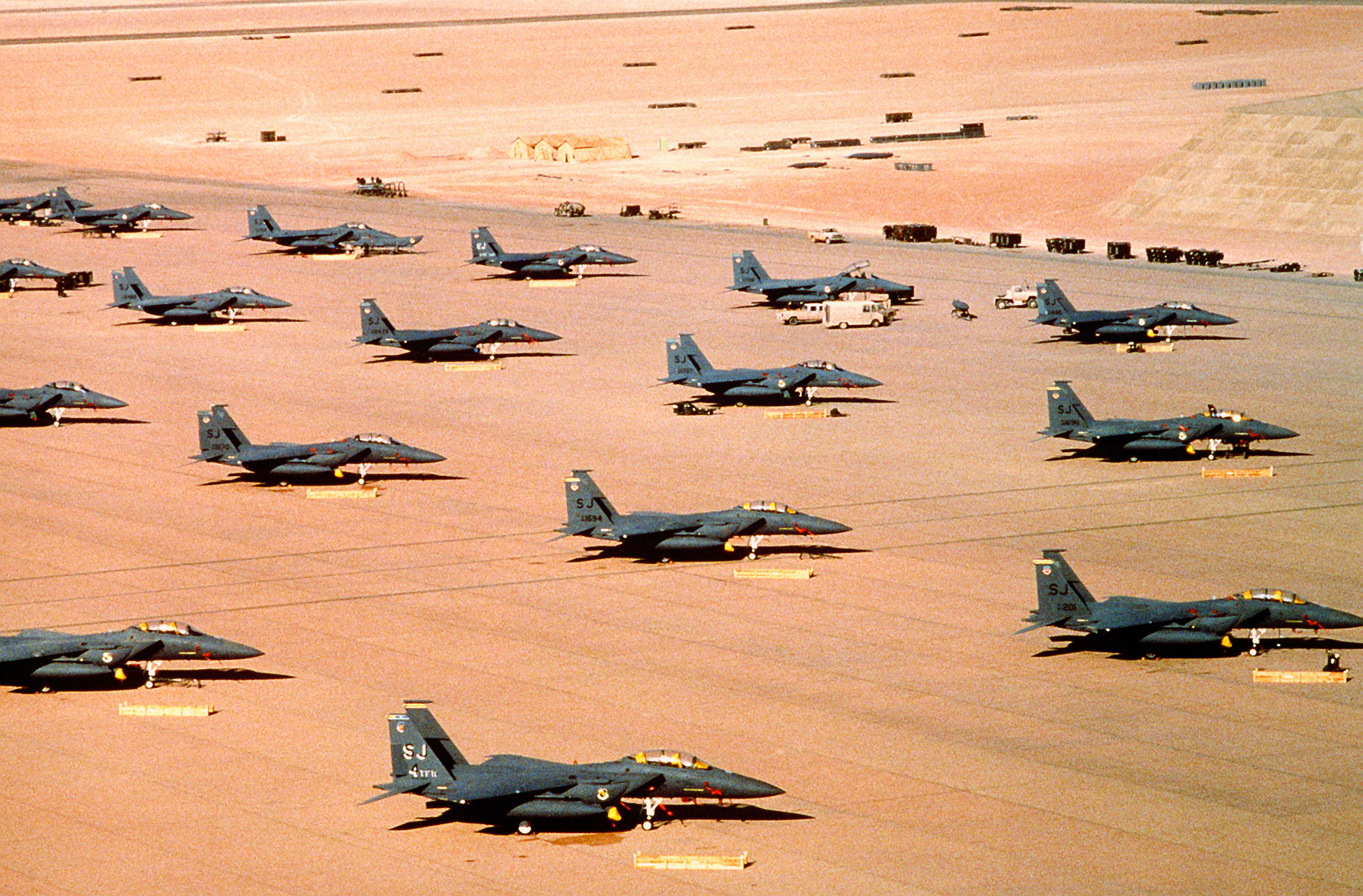
Plusieurs F-15E stationnés pendant l'opération Bouclier du désert.

Le F-15E fut déployé lorsque l'Irak envahit le Koweït en août 1990. Le 335e escadron de chasse tactique « Chiefs » et le 336e TFS (en) « Rocketeers » reçurent l'ordre de se préparer pour un déploiement une semaine après l'invasion. Le 336e commença par effectuer un vol de 15 heures, vers la base aérienne de Seeb à Oman. Bien qu'étant déclaré en service opérationnel, le F-15E n'était pas qualifié pour emporter les armes nécessaires pour contrer une éventuelle attaque irakienne contre l'Arabie saoudite, ils n'étaient autorisés qu'à larguer les bombes Mark 82 (230 kg) et Mark 84 (910 kg). Les bombes à sous-munitions étaient de loin les armes préférées lorsqu'il s'agissait d'attaquer des véhicules, mais elles n'avaient pas été entièrement testées dans toutes les configurations sur le Strike Eagle. Le 30 septembre, pendant les opérations d'entraînement à Oman, un F-15E (du 336e) fut perdu dans un combat tournoyant simulé contre des Jaguar GR.1 de la Royal Air Force, causant la mort du pilote et de son WSO. En décembre les deux escadrons de F-15E furent rapprochés de l'Irak, et déployés sur la base aérienne d'Al Khardj en Arabie saoudite.
Le 17 janvier 1991, 24 F-15E attaquèrent cinq sites fixes de missiles Scud dans l'Ouest de l'Irak, et la mission contre les sites de Scud continua pendant la nuit avec une seconde frappe composée de 21 F-15E. Pendant la guerre, les F-15E ont effectué des missions de chasse aux Scud de nuit sur l'Ouest de l'Irak, à la recherche de lanceurs mobiles de Scud menaçant les pays voisins. Ces lanceurs mobiles de Scud étaient très difficiles à trouver : La plupart du temps, si par chance un JSTARS trouvait un point de lancement, le lanceur mobile avait pu disparaître le temps de l'arrivée des F-15E. En effectuant des bombardements au hasard sur des zones suspectes, les équipages des F-15E espéraient dissuader les Irakiens de la mise en place d'un lancement de Scud.
Le premier jour de la guerre, à l'approche de l'aérodrome H-2, une formation de Strike Eagles fut suivie par trois MiG-23 et deux MiG-29 irakiens. Cette situation présenta alors deux occasions pour le F-15E de faire son premier combat air-air. Dans cette première nuit du conflit, un F-15E suivit un MiG-29 et tenta de l'engager, mais il rencontra des difficultés dans l'acquisition de la signature thermique du MiG-29, qu'il tentait d'accrocher avec un AIM-9 Sidewinder. Le missile fut finalement tiré, mais il n'attint pas sa cible. Plusieurs autres F-15E avaient simultanément tenté d'engager l'autre MiG-29, mais des erreurs et de la malchance les avaient empêchés de réussir. Un F-15E avait croisé le jet irakien et manœuvré pour l'abattre, mais le pilote avait hésité à tirer, à la fois parce qu'il était incertain de la position de ses équipiers, mais également parce qu'il n'avait pas obtenu un bon accrochage de son missile Sidewinder. Peu de temps après, un missile d'origine inconnue fut lancé dans la zone, et peu de temps après, le MiG heurta le sol alors que le pilote irakien tentait d'engager un F-15E. Un autre MiG-29 fut abattu par son propre ailier et un F-15E était proche d'un autre MiG-29, mais le pilote décida finalement de ne pas l'engager car il y avait des F-14 de l'US Navy en mouvement dans la zone,.
Dans la nuit du 18 janvier, lors d'une frappe contre une raffinerie à proximité de Bassorah, un F-15E fut perdu du fait du feu ennemi, causant la mort du pilote et de son WSO. Les équipages des F-15E décrivirent cette mission comme la mission la plus difficile et plus dangereuse de la guerre, car la cible était fortement défendue par des missiles sol-air SA-3, SA-6, SA-8 et Roland, ainsi que par de l'artillerie anti-aérienne.
Deux nuits plus tard, un deuxième et dernier F-15E fut abattu par un S-75 Dvina irakien. L'équipage survécut et parvint à éviter d'être capturé pendant plusieurs jours. Ils furent même en contact avec deux avions de la coalition, mais les équipes CSAR (Combat Search and Rescue) furent incapables de les secourir en raison de questions de sécurité, car l'un des aviateurs abattus ne s'était pas correctement identifié par radio avec les codes appropriés. Les deux aviateurs furent ensuite capturés par les Irakiens.
Même si le F-15E n'avait pas eu de victoire air-air, quatre Strike Eagles détruisirent 18 avions irakiens au sol, à la base aérienne Tallil, en utilisant des GBU-12 Paveway II et des CBU-87 Combined Effects Munition. Finalement, le 14 février la chance tourna, quand un F-15E obtint sa première et unique victoire air-air : un hélicoptère que l'équipage du F-15E identifia comme un probable Mi-24 Hind (d'autres sources parlent d'un Hughes MD 500 Defender). L'attaque eut lieu en réaction à une demande d'aide par les forces spéciales américaines, alors que cinq hélicoptères irakiens étaient repérés. Le F-15E de tête d'une formation de deux (du 335e) acquit un hélicoptère en train de débarquer des soldats irakiens avec son FLIR, et larga une bombe laser GBU-10. Au bout de trente secondes, l'équipage du F-15E pensa que la bombe avait manqué sa cible et le pilote était sur le point d'utiliser un missile Sidewinder, mais tout à coup l'hélicoptère se volatilisa. L'équipe des Forces spéciales estima que l'hélicoptère était à environ 800 pieds (240 m) d'altitude lorsque la bombe de 2 000 livres (910 kg) toucha sa cible. Mais la victoire air-air ne fut homologuée que le 2 novembre 2001. L'équipage du F-15E essaya ensuite d'engager les autres hélicoptères, mais un bombardement allié avait commencé autour du F-15E, de sorte que le pilote décida d'abandonner pour dégager de la zone.

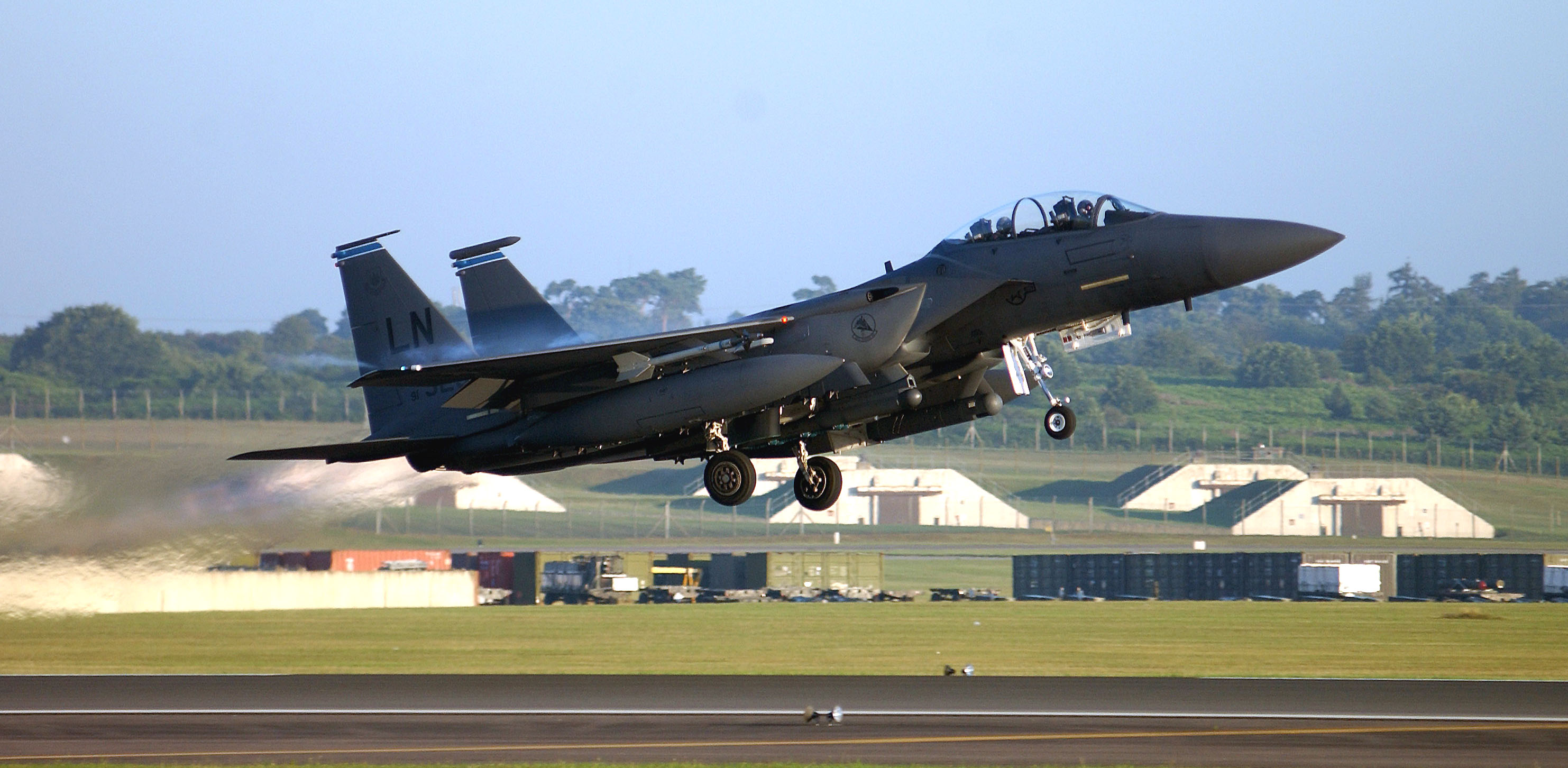
Un F-15E du 494th FS du 48th Fighter Wing décollant de RAF Lakenheath.

Les F-15E continuèrent à chasser les missiles Scud tout au long de la guerre, ainsi qu'à attaquer des cibles fortement défendues partout en Irak. Ils effectuèrent également des missions secrètes, en cherchant à tuer Saddam Hussein, bombardant les lieux où l'on croyait que le président irakien se cachait, mais sans succès. Comme la guerre au sol se rapprochait, les F-15E commencèrent à faire du tank plinking (en), bombarder des chars irakiens et des véhicules blindés de transport de troupes au Koweït.

#### OpérationsSouthern WatchetNorthern Watch

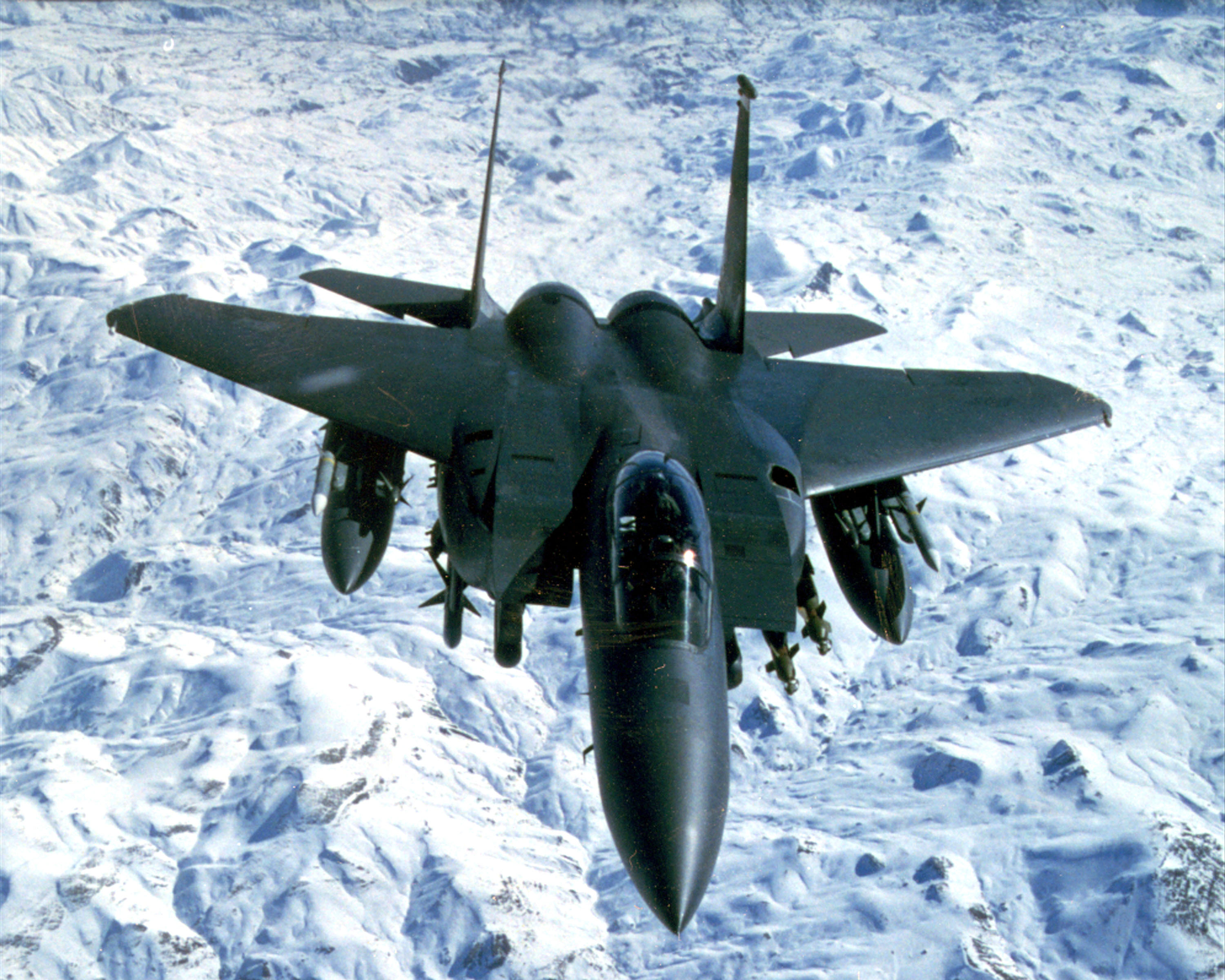
Un F-15E au-dessus de l'Irak, en 1999.

À la suite de l'opération Tempête du désert, après 42 jours d'intenses combats pour le F-15E, un cessez-le-feu entra en vigueur le 1er mars 1991. Des zones d'interdiction de vol au nord et au sud furent rapidement mises en place sur l'Irak, afin d'empêcher les avions irakiens d'être une menace pour la Coalition. Malgré tout, des hélicoptères irakiens attaquèrent des réfugiés kurdes dans le nord de l'Irak. Les F-15E appliquant la zone d'exclusion aérienne regardèrent, impuissants, les 600 civils dans le village de Chamchamal attaqués par les hélicoptères. Comme les F-15E n'étaient pas autorisés à ouvrir le feu, les avions effectuèrent des passages très risqués à grande vitesse le plus près possible des hélicoptères, dans l'espoir que leur turbulence de sillage casse une pale de rotor. Ils tirèrent également avec leur laser dans les cockpits des hélicoptères irakiens, dans l'intention d'éblouir les pilotes. Cette dernière technique se révéla malheureusement inefficace, mais la première fit s'écraser un Hind. Sitôt que le commandement de l'USAF prit connaissance de ces activités, il ordonna aux F-15E de ne pas voler au-dessous de 10 000 pieds (3 000 m). Les F-15E participèrent également en fournissant de l'appui aux opérations Provide Comfort et Provide Comfort II.
Ces deux zones d'interdiction étaient la zone « Sud » et la zone « Nord », d'où le nom des opérations de surveillance respectives Southern Watch (OSW) et Northern Watch (ONW). Cette police du ciel était exercée principalement par des avions américains et britanniques. Les F-15E du 494e Escadron de chasse (492d Fighter Squadron « Black Panthers ») furent déployés en Turquie en 1993, 1994 et 1997. Le 492d Fighter Squadron « Madhatters » fut déployé en 1995, 1996 et 1997. Le 391e FS fut déployé plus tard cette même année. Les F-15E auraient à combattre à de nombreuses reprises au cours des dix années suivantes.
En janvier 1993, une petite formation frappa des cibles irakiennes qui avaient enfreint la règle de l'accord de cessez-le-feu au sud du 32e parallèle nord, un SA-3 fut ciblé. Quelques jours plus tard, dix F-15E prirent part à une autre frappe punitive. La plupart des missions effectuées en appui d'OSW et ONW étaient défensives : comme le Strike Eagle pouvait transporter des armes de divers types dans une même mission, cela donnait aux équipages beaucoup de souplesse dans leurs actions. Les F-15E opéraient sous la supervision étroite de l'AWACS, et les équipages pouvaient recevoir des affectations en vol, pouvant ainsi mener des attaques contre des cibles irakiennes non planifiées. Au cours des trois années suivantes, les violations des zones d'exclusion aérienne furent minimes, vu que l'Irak avait légèrement retiré ses forces. En 1997, la Turquie approuva la création de l'ONW et autorisa les forces américaines à utiliser la base aérienne d'Incirlik.

#### OpérationRenard du désert
En décembre 1998, l'opération Renard du désert fut effectuée parce que l'Irak avait refusé les inspections de l'UNSCOM.
Le 28 décembre 1998, trois F-15E larguèrent chacun deux bombes GBU-12 de 500 livres à guidage de précision (PGM). Deux des F-15E atteignirent un site de SA-3. Le troisième F-15E atteignit le véhicule de commande des missiles SA-3 avec une première bombe, alors que la seconde alla frapper le radar de poursuite et de guidage optique du site. Le dernier F-15E de la formation de quatre ne largua aucune bombe, parce qu'il n'avait pas d'identification positive de la cible. Après Renard du désert, l'Irak intensifia ses violations des zones d'exclusion aérienne, et un grand nombre de frappes de représailles et pré-planifiées furent menées par les F-15E. Sur la seule zone ONW, les armes furent utilisées sur au moins 105 jours. Entre les 24 et 26 janvier 1999, les F-15E larguèrent plusieurs AGM-130 et GBU-12 sur des sites SAM dans le Nord de l'Irak, près de Mossoul.
Les F-15E ont été les plus fortement sollicités de tous les chasseurs tactiques de l'USAF, principalement en raison de leur faible nombre par rapport aux F-16 présents dans la région. Les F-15E ont principalement attaqué des bunkers de munitions, de commandement et de contrôle, et des batteries anti-aériennes 100 mm KS-19 et lanceurs SA-3/6 mobiles. Les F-15E ont aussi effectué des patrouilles de combat aérien sur l'Irak et ont également participé à des frappes avec d'autres avions, comme les F-14, F/A-18, EA-6B de l'US Navy, F-16 de l'US Air Force et les Tornado GR.4 de la Royal Air Force britannique.

#### OpérationsDeny FlightetAllied Force

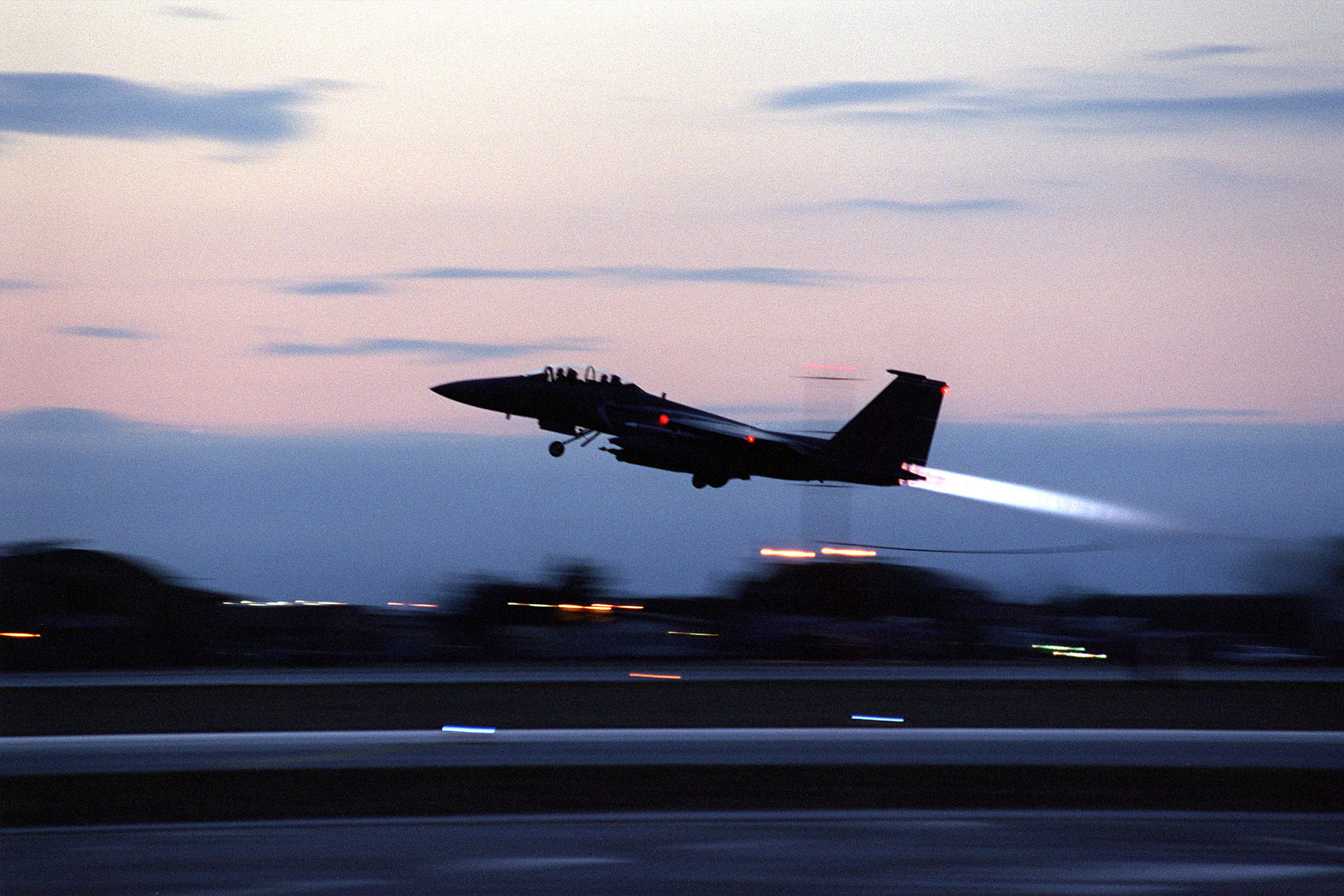
Un F-15E Strike Eagle décolle de la base aérienne d'Aviano, en Italie, pour une mission de frappe aérienne à l'appui de l'opération Allied Force de l'OTAN, le 28 mars 1999.

L'opération Deny Flight était une zone d'exclusion aérienne appliquée par l'Organisation des Nations unies en Bosnie-Herzégovine, où la situation dans les Balkans s'était dégradée au cours de nombreuses années. En août 1993, après la résolution du Conseil de sécurité de l'ONU, qui bannit de la zone d'exclusion tous les aéronefs à voilure tournante ou fixe, volant sans l'autorisation de l'ONU, les F-15E des 492e et 494e escadrons de chasse furent déployés à Aviano, en Italie. À la fin de 1993, la situation s'était aggravée, et l'OTAN ordonna une frappe limitée aux F-15E sur des objectifs serbes en Croatie, ciblant l'aérodrome d'Udbina. Huit F-15E armés de GBU-12 partirent attaquer un SA-6, dans le cadre d'une frappe par une escadre de 30 avions. La mission fut annulée à la mi-vol, les F-15E n'ayant pas pu poursuivre l'attaque en raison des règles strictes de l'engagement. En décembre de la même année, les F-15E furent envoyés détruire une paire de sites SA-2 qui avaient ouvert le feu sur deux Sea Harrier FRS 1 de la Royal Navy.
La plupart des missions effectuées par les Strike Eagles furent des sorties sans combat, mais ils essuyèrent assez souvent tirs. En août 1995, le 90th Fighter Squadron rejoignit les deux autres escadrons de F-15E. Les 492e et 494e avaient effectué plus de 2 500 sorties depuis le début du Deny Flight, et 2 000 d'entre elles étaient portées au crédit du 492e, qui avait été déployé plus longtemps que le 494e. Les 30 et 31 août, les F-15E frappèrent les forces blindées et d'intendance serbes, autour de Sarajevo, avec des GBU-10 et GBU-12. Le 5 septembre, d'autres GBU-12 furent larguées et, quatre jours plus tard, une GBU-15 fut lancée pour la première fois depuis un Strike Eagle. En tout, neuf de ces nouvelles bombes auront été utilisées contre les défenses aériennes et les forces terrestres serbes en Bosnie autour de Banja Luka.
En mars 1999, l'Allied Force (OAF) fut lancée, à la suite du déplacement des kosovars et après que le gouvernement de Serbie eut rejeté l'ultimatum de l'OTAN. 26 F-15E des 494e et 492e Fighter Squadrons sur le terrain concentrèrent les premières frappes de la guerre contre les sites de missiles sol-air, les batteries anti-aériennes et les stations radar d'alerte avancée serbes. Ces Strike Eagles étaient déployés à Aviano, ainsi qu'à Lakenheath en Grande-Bretagne, la seule unité Strike Eagle de l'US Air Force à conduire des missions d'appui aérien rapproché, ce qui était une idée nouvelle à la fin des années 1990, mais est désormais mené par l'armée de l'air au complet (F-15E, F-16 et A-10). La plupart des missions duraient environ 7 heures et demie et comprenaient deux ravitaillements en vol. Les F-15E emportaient des munitions air-air et sol-air, afin qu'ils puissent mener à la fois une patrouille aérienne de combat, et larguer des bombes sur des cibles avant retour à la base.
La plus grande menace pour les avions alliés venait des lanceurs SAM mobiles serbes. Les équipages des F-15E étaient très vigilants à l'égard de cette menace, vu que plusieurs avions avaient été perdus dans le passé, notamment le F-117 qui fut abattu le 27 mars 1999 par un SA-3. Lorsque la menace était trop grande, ou les effets d'armes spécifiques étaient nécessaires, l'AGM-130 était utilisé pour rester à distance de sécurité de la cible. Il fut utilisé contre deux MiG-29 au sol, avec succès. L'AGM-130 était une arme très coûteuse et était utilisée contre des cibles spécifiques, ou lorsque les équipages voulaient contrôler leur arme en vol pour atteindre une efficacité maximale par rapport aux objectifs. Le WSO pouvait diriger l'arme vers la cible, ou encore annuler l'engagement et l'orienter vers le sol loin des civils, si une cible était trop près de zones civiles, comme une église. Pour les équipages de l'OTAN, l'attaque des cibles autour de ces bâtiments posait un réel problème, et ne fut pas sans causer des erreurs tragiques. C'est ainsi qu'un F-15E, armé d'un AGM-130, frappa un pont au moment où un train de voyageurs le traversait, faisant 14 victimes civiles. En juin 1999 Slobodan Milošević ordonna le retrait du Kosovo.

#### OpérationEnduring Freedom

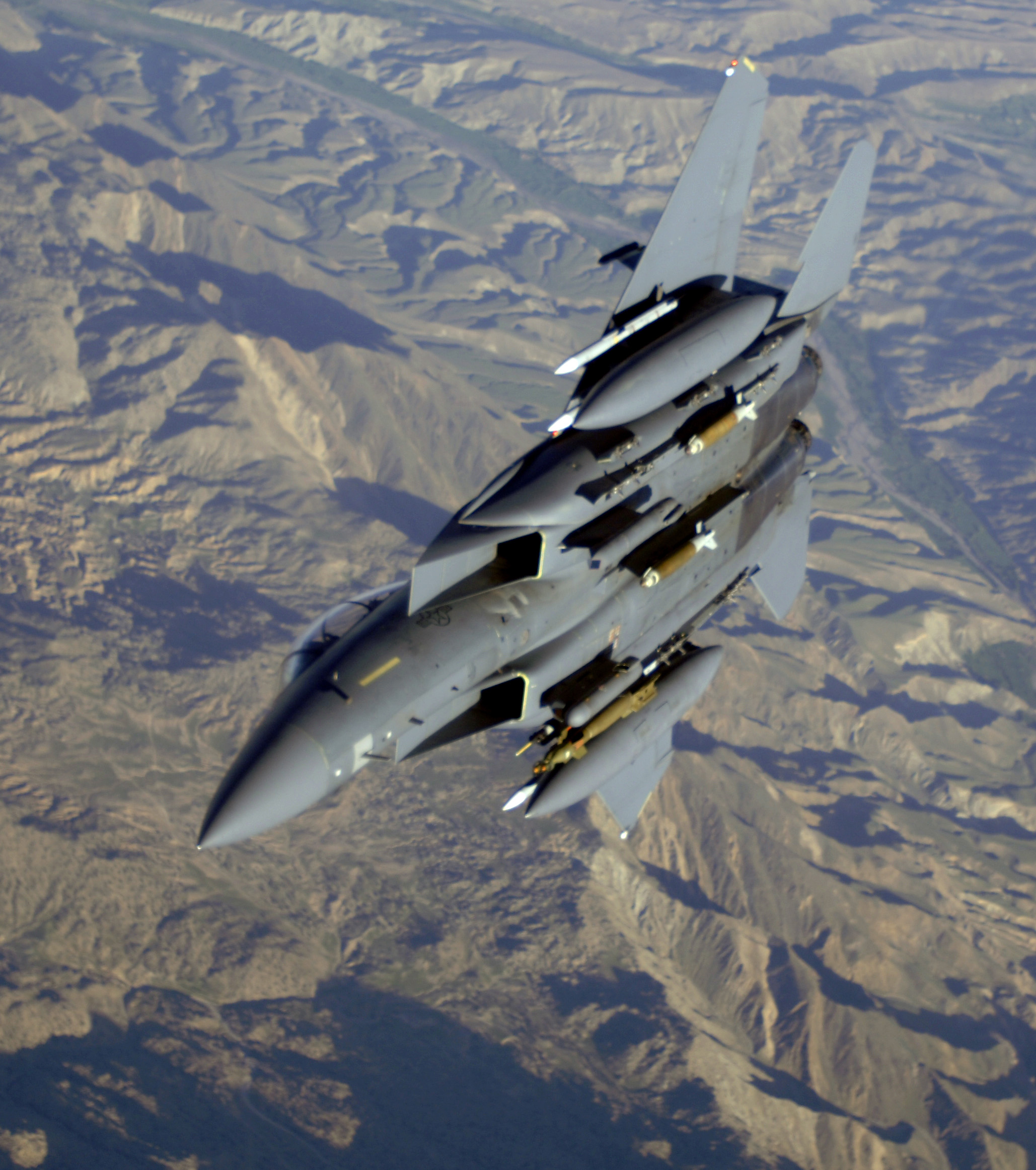
Un F-15E Strike Eagle survole l'Afghanistan, en appui à l'opération Mountain Lion en 2006.

À la suite des attentats du 11 septembre 2001, le 391st Fighter Squadron (en) « The Bold Tigers » fut envoyé à la Ahmed Al Jaber Air Base (en), au Koweït, 31 jours plus tard. L'unité, qui devait participer à l'opération Southern Watch, allait appuyer l'opération Enduring Freedom (OEF). Au cours des premières attaques, les F-15E ne rencontrèrent que peu de résistance et, la première nuit, des bâtiments militaires, des dépôts d'approvisionnement des Talibans, des grottes et des camps d'entraînement d'Al-Qaïda étaient les principales cibles. Les bombes AGM-130 et GBU-15 avaient été utilisées et ce fut la première utilisation au combat de la GBU-15. Des GBU-24 et GBU-28 furent utilisées contre des cibles renforcées, des centres de commandement et des entrées de grottes. Les F-15E opéraient souvent en vol par deux, aux côtés de deux avions F-16C. En quelques semaines, presque tous les objectifs avaient été détruits et il était difficile de trouver des objectifs significatifs. Les Talibans avaient des missiles sol-air portables SA-7 et FIM-92 Stinger, qui ne présentaient aucune menace à l'aviation américaine tant qu'ils volaient à plus de 2 100 m d'altitude, et les sites SAM fixes à proximité de villes comme Mazar-I-Sharif et de Bagram avaient été frappés très tôt dans la campagne, c'était donc un milieu de très « faible menace ».
Au bout de trois semaines, les avions commencèrent à effectuer des missions de soutien sur appel pour les forces alliées au sol, où les F-15E emportaient habituellement des bombes Mk-82 et GBU-12, mais aussi d'autres armes. Au cours d'une mission, une GBU-28, deux GBU-24 et six GBU-12 furent larguées. Les cibles les plus fréquentes au cours de la fin de la guerre étaient des personnes, des véhicules et des convois, et les bombes ne furent pas utilisées seules. À plusieurs reprises, les F-15E avaient utilisé aussi leur canon interne. Au cours des trois mois de déploiement à l'appui de l'OEF, quatre équipages du 391e avaient effectué la plus longue mission de combat de l'histoire, qui dura 15 heures 30, dont neuf heures sur la zone cible. Deux F-15E avaient attaqué deux installations de contrôle et commandement des Talibans, deux bâtiments soupçonnés abriter des combattants Talibans, et un barrage routier Taliban. Les F-15E avaient été ravitaillés en vol à douze reprises au cours de la mission. Le 7 janvier 2002, le 391st FS était rentré et le 335th FS prit la relève. Le 391st FS avait effectué de deux à huit sorties par jour au cours de son déploiement. Un moment marquant du déploiement du 391e fut la première utilisation au combat de la bombe BLU-118/B, permettant de débusquer des combattants Talibans se cachant dans des grottes.

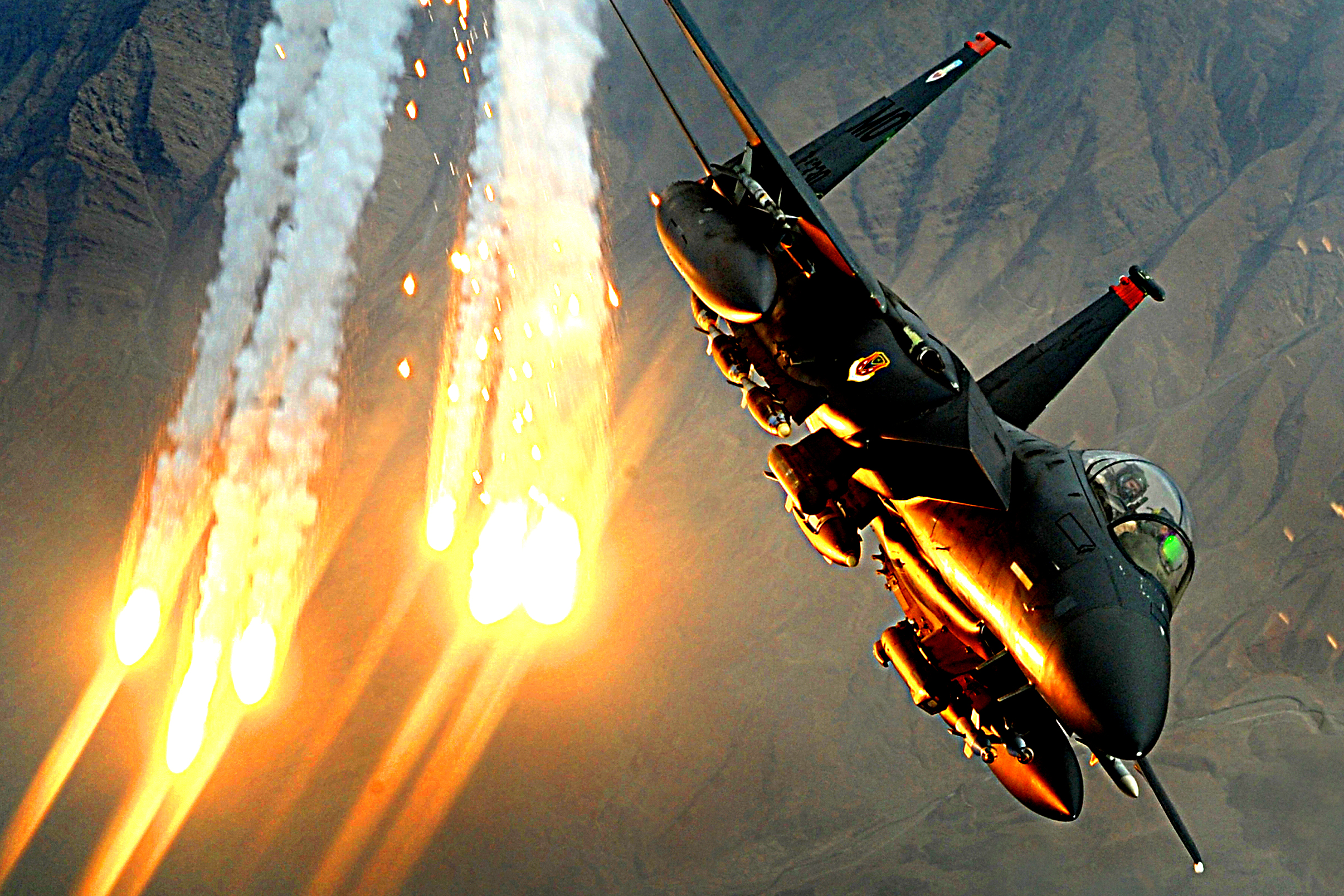
Un F-15E du des leurres thermiques au cours d'une mission d'appui aérien rapproché en Afghanistan, décembre 2008.

L'autre point fort du déploiement eut lieu le 4 mars, lorsqu'une escadre de F-15E appuya ce qui allait être connu sous le nom de la bataille de Robert Ridge. Les premiers F-15E avaient effectué une mission sur appel d'appui aérien rapproché pour « Texas 14 », sur le terrain, pour détruire une position d'observation des Talibans. 16 minutes plus tard, à 1 h 41, « Mako 30 » essuya des tirs de mortiers, et les F-15E se précipitèrent sur les lieux. Il s'avéra bientôt que le soldat en contact avec les F-15E n'était pas un contrôleur aérien avancé (en), et on apprît plus tard qu'il s'agissait en fait d'un Navy SEAL, et faisait partie d'une équipe de recherche d'un Chinook MH-47E tombé à la suite d'une embuscade dans la vallée de Shah-i-Kot. Les F-15E larguèrent une bombe GBU-12, mais l'équipe SEAL était encore sous le feu quand ils se déplaçaient vers l'est avec deux blessés et un mort au combat. Une deuxième bombe fut lancée, mais en raison de mauvaises coordonnées entrées dans l'ordinateur du Strike Eagle, elle manqua sa cible.
Au cours de l'effort pour soutenir l'équipe SEAL, un MH-47 transportant une équipe de sauvetage fut abattu par un RPG. Pendant ce temps, les F-15E, qui venaient de terminer leur ravitaillement avaient été renvoyés soutenir « Texas 14 », et lâchèrent onze GBU-12 entre 2 h 52 et 3 h 3 pour aider les forces sur le terrain. Ils effectuèrent également des passes-canon à proximité immédiate de l'équipage de sauvetage abattu pour le protéger des assaillants, qui n'étaient qu'à environ 75 mètres de leur position. L'épave de l'hélicoptère servit d'ailleurs de point de référence pour ajuster la visée. Pendant ce temps-là, un Strike Eagle, rentré pour se ravitailler, demanda à l'AWACS d'obtenir d'autres avions à cet endroit pour mitrailler l'ennemi et continuer à soutenir les forces au sol. Une section de F-16s du 18e Escadron de chasse arriva effectua des passes au canon, jusqu'à épuisement des munitions. Toutefois, il devint rapidement évident qu'ils devraient ensuite larguer des bombes. Les F-15E reçurent l'ordre de l'AWACS de rentrer, mais pouvaient encore appuyer les forces et partir immédiatement après. Après quelques problèmes avec les radios et les armes, les F-15E larguèrent finalement chacun une bombe GBU-12, avant de retourner à Al Jaber au Koweït.
Le 23 août 2007, un F-15E, appelé pour un appui aérien rapproché au nord-ouest de Kajaki, en Afghanistan, laissa tomber par erreur une bombe sur les forces britanniques, tuant trois soldats.
Le 13 septembre 2009, un F-15E utilisa un AIM-9 Sidewinder pour abattre un MQ-9 Reaper au nord de l'Afghanistan. Les opérateurs avaient, pour une raison inconnue, perdu le contrôle du Reaper et un Strike Eagle avait été envoyé afin de s'assurer que le drone ne quitte pas l'Afghanistan.

#### OpérationLiberté pour l'Irak

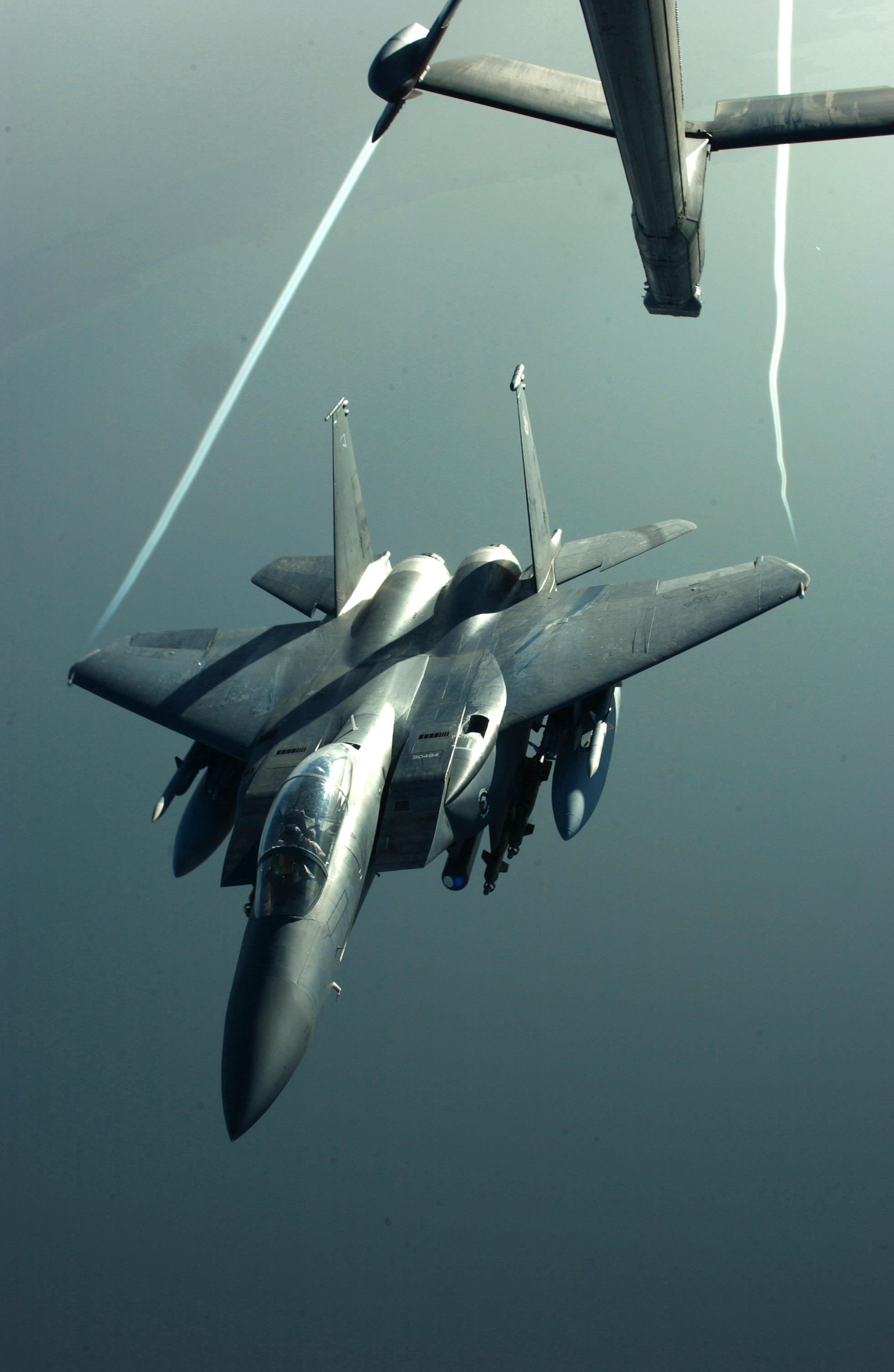
Les tourbillons de bout d'aile sont visibles sur un F-15E qui se dégage d'un ravitaillement en vol avec un KC-10, lors de l'opération Liberté pour l'Irak.

Fin 2002, la tension sur les armes de destruction massive irakiennes soupçonnées augmentait de plus en plus, et la 4e Escadre de chasse de Seymour Johnson AF Base, en Caroline du Nord (la plus grande flotte de F-15E Strike Eagle du monde) fut bientôt commandée d'avoir au moins un escadron prêt à se déployer dans le golfe Persique. C'est le 336e qui fut sélectionné pour se déployer en premier, à la base aérienne d'Al Oudeid au Qatar. Entre le 11 et le 17 janvier 2003, 24 avions furent déployés à la base aérienne et les préparatifs commencèrent, ce qui impliquait une séance d'information par les planificateurs du Combined Air Operations Center (en) à Prince Sultan Air Base en Arabie saoudite. Le 336e fut laissé au sol pendant un certain temps, jusqu'au 27 janvier, lorsque les gouvernements des États-Unis et du Qatar avaient résolu leurs problèmes diplomatiques et que des autorisations de vol avaient finalement été données. Les F-15E commencèrent par mener des missions de soutien à l'opération Southern Watch, principalement de la surveillance et des missions de reconnaissance, ainsi que des missions de « familiarisation de frappes », ce qui signifie essentiellement que les équipages effectuaient des missions simulées contre des cibles potentielles en Irak, et si nécessaire, les attaquer, ainsi que pour se familiariser avec les règles d'engagement, les procédures locales, en collaboration avec l'AWACS et le survol d'un territoire hostile[pas clair]. Au cours de l'OSW, les F-15E ont attaqué des objectifs surtout dans le sud et l'ouest de l'Irak : radars, stations de relais radio, sites de communication, site de commandement et de défense aérienne furent pris pour cible. En une nuit, quatre F-15E larguèrent des GBU-24 sur un QG de la Garde républicaine irakienne/Parti Baas, à Bassorah, tandis qu'un autre vol de quatre appareils écrasa un QG de la défense aérienne du secteur avec six GBU-10.

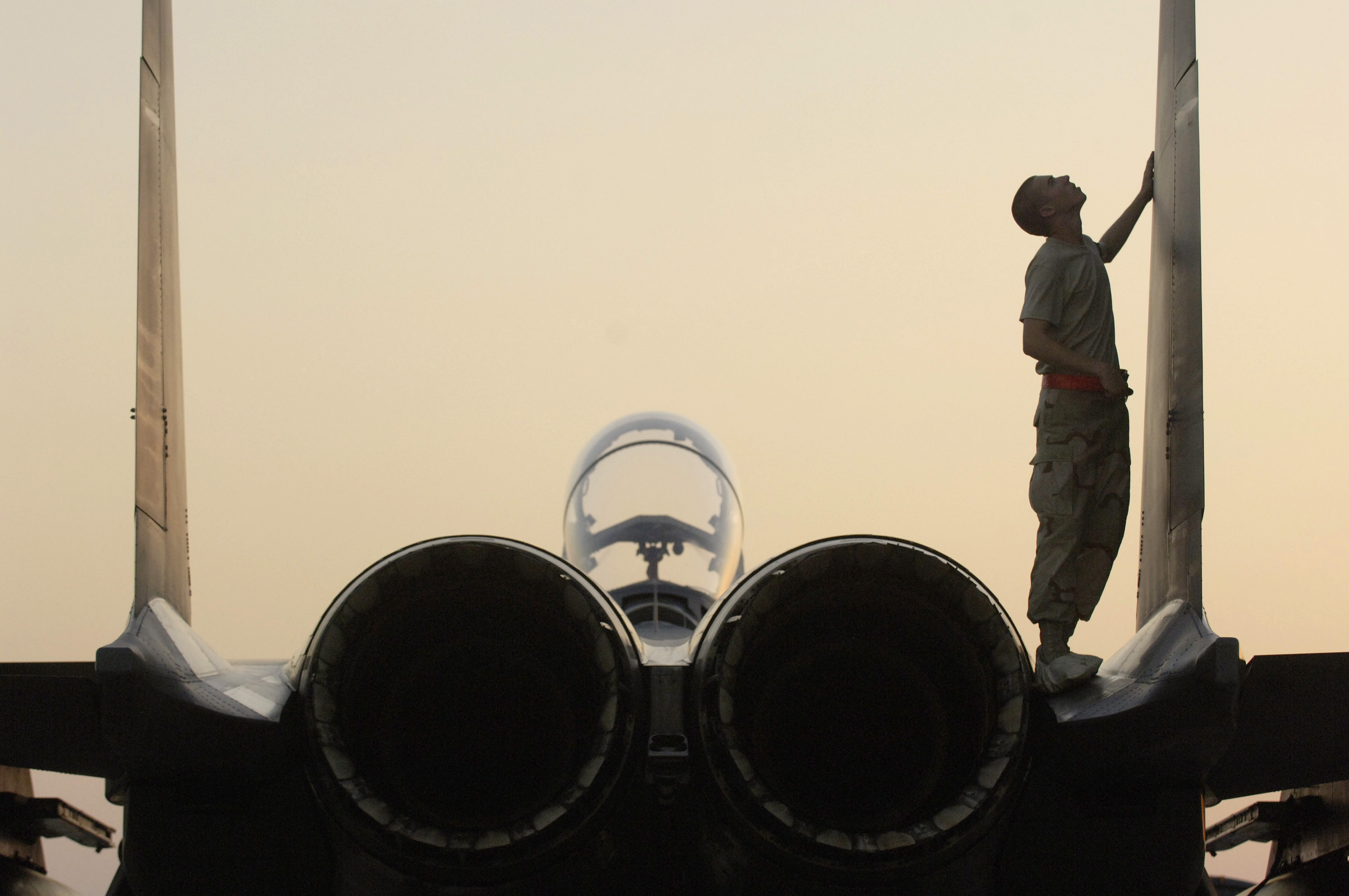
Vue arrière du F-15E.

Vers la fin février, la 336e avait reçu des équipages supplémentaires et l'unité se composait de 150 pilotes et WSO. Beaucoup d'entre eux avaient été détachés des deux escadrons de chasse non déployables de la base Seymour Johnson (le 333d Fighter Squadron et le 334th Fighter Squadron) et du 391st Fighter Squadron (en) de Mountain Home Air Force Base, ce qui signifiait qu'il y avait quatre équipages par F-15E. Au début mars, les avions et équipages du 335th Fighter Squadron étaient déployés et rejoignirent le 336th à Al Oudeid. Un des objectifs à la fin d'OSW était de détruire les défenses aériennes de l'Irak et le réseau de radars d'alerte près de la frontière avec la Jordanie, afin que les F-16 et hélicoptères des forces spéciales puissent opérer depuis la Jordanie, une fois la guerre commencée. Plusieurs sites radar et des stations de relais radio furent touchés dans l'ouest de l'Irak près de l'aérodrome H-3. Au cours de ces missions, les jets de la coalition avaient été accueillis par une artillerie anti-aérienne particulièrement dense.
La date exacte de début de la guerre pour les équipages des F-15E est inconnue, en raison du règlement de critères engagements. Le 19 mars, au moment où les F-117 bombardaient un bâtiment dans lequel Saddam Hussein était censé se trouver, à Bagdad, les F-15E larguèrent des GBU-28 autour de l'aérodrome H-3, et d'autres menèrent des frappes dans le cadre de l'OSW, tandis que des missiles Tomahawk étaient en route vers le nord de Bagdad. 20 mars, la guerre avait plus ou moins commencé à partir d'un point de vue des règles d'engagement, et les F-15E larguèrent des AGM-130 sur les bâtiments clefs dans les communications, le commandement et le contrôle, et l'état-major à Bagdad, mais quelques-unes des bombes manquèrent leurs cibles. On suppose qu'elles ont été désorientées par les EA-6B Prowler qui menaient des opérations de brouillage dans les environs. Les F-15E allaient travailler en étroite collaboration avec les forces spéciales, opérant en profondeur en Irak, et ces missions seraient hautement classifiées, ce qui impliqua que seuls les équipages vétérans participèrent à ces missions. Habituellement, les F-15E cerclaient autour d'une zone et les forces spéciales les guidaient sur les cibles de la zone. Plus d'une fois les équipages de F-15E eurent à utiliser leur canon pour mitrailler des cibles, tels des véhicules, qui constituaient une menace envers les équipes des forces spéciales, ces cibles étant trop proches des équipes au sol pour qu'une bombe soit utilisée.

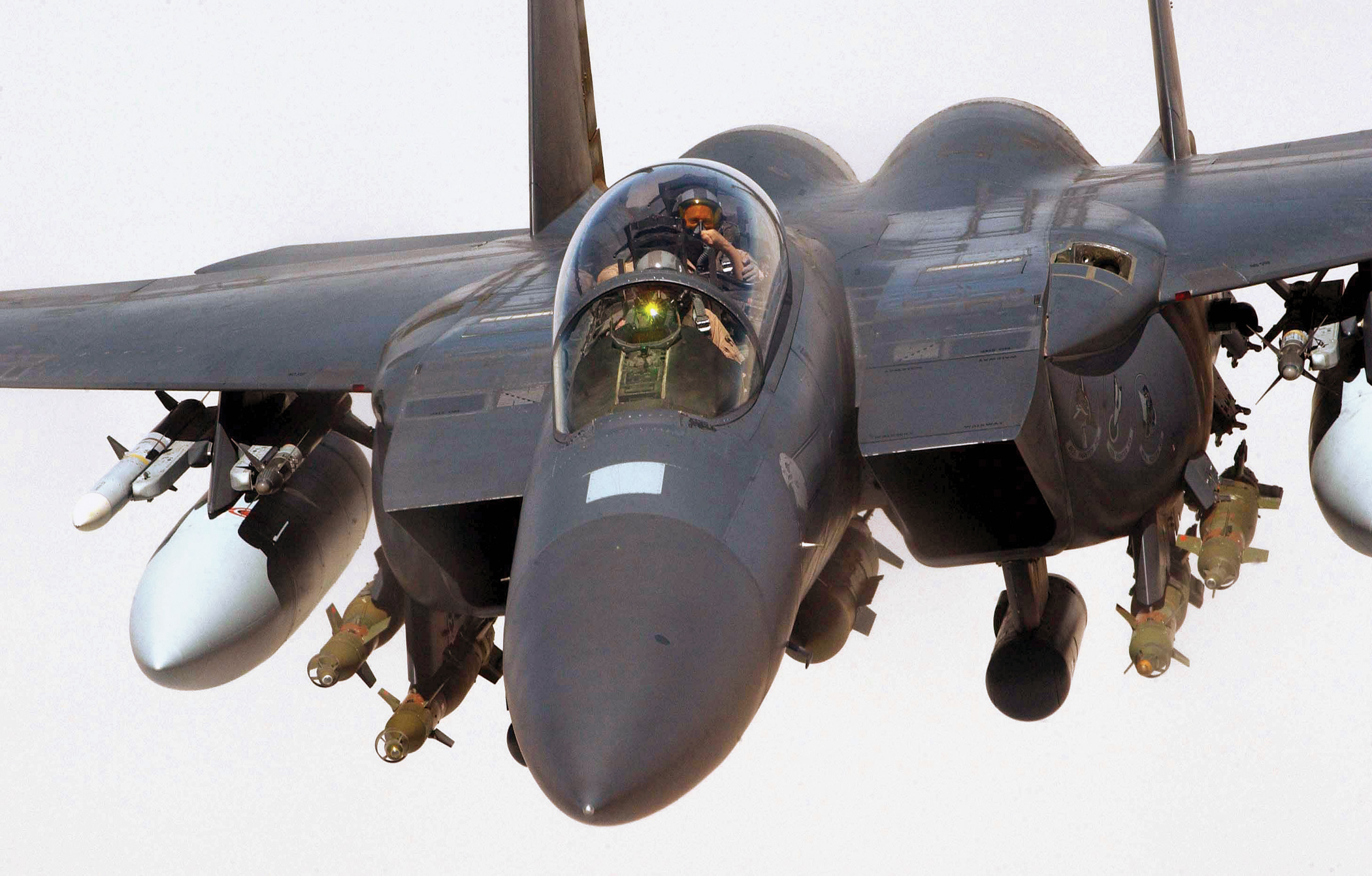
Un F-15E de l'USAF en sortie dans l'opération Iraqi Freedom, avril 2004.

Le 3 avril 2003, un pilote de F-15E prit un M270 (MLRS) pour un site de missiles sol-air irakien et largua une bombe laser de 500 lb (230 kg) sur lui, faisant trois morts et cinq blessés. Le lendemain, Das et Watkins s'écrasèrent pendant un bombardement autour de Tikrit. L'équipage a reçu, à titre posthume, la Distinguished Flying Cross pour leurs actions le 6 avril et le Purple Heart. Les F-15E furent crédités de la destruction de 60 % de la Medina Republican Guard. Ils avaient aussi frappé 65 avions MiG au sol, et détruit les bâtiments clés de l'état-major et de la défense aérienne, ce qui nécessitait de pénétrer profondément dans la zone bien protégée de Bagdad. Pendant la guerre, les F-15E avaient opéré en étroite collaboration avec les autres jets déployées à Al Oudeid, notamment les F/A-18 de la RAAF, les F-16 et F-117 de l'USAF, les chasseurs Panavia Tornado de la RAF et un détachement de F-14 du VF-154 (en) de la marine américaine. Tous les avions avaient utilisé le F-15E pour trouver, identifier et anéantir des objectifs pour eux.
Mi-2003, les 335th et 336th s'étaient repliés. Le 494th Fighter Squadron fut déployé à Al Oudeid pour assurer la présence du Strike Eagle.

### Israël
Le F-15I est exploité par l'escadron no 69 de la force aérienne et spatiale israélienne (No 69 "Hammers" Squadron (en)), qui était précédemment équipé du F-4 Phantom II. La première mission de combat du F-15I fut conduite au Liban le 11 janvier 1999.
L'appareil peut emporter les missiles à tête chercheuse infrarouge AIM-9L, Python 4 et Python 5, et les missiles guidés radar AIM-7 Sparrow et AIM-120 AMRAAM. Le Python 4 peut être lancé à jusqu'à 90 degrés d'angle relatif (dépointage), avec le pilote utilisant le viseur de casque. Pour les engagements au-delà de la portée visuelle (BVR : Beyond Visual Range), on peut utiliser l'AIM-7 ou l'AIM-120. En 1999, Israël annonça son intention d'acquérir plus d'avions de combat, et le F-15I était un candidat possible. Toutefois, il a été annoncé que le contrat serait sur le F-16I Sufa, une version spécialisée du Fighting Falcon.

### Arabie saoudite
À partir de la première semaine de novembre 2009, les F-15 de la Royal Saudi Air Force ont effectué, avec les Tornados, des raids aériens contre les rebelles Houthis dans la région de Saada au nord du Yémen. C'était la première fois depuis l'opération Desert Storm, en 1991, que la force aérienne royale saoudienne prenait part à une opération militaire sur un territoire hostile.
L'Arabie saoudite a signé fin 2011 un contrat de 30 milliards de dollars pour la livraison de 84 F-15SA, la mise à niveau de 70 de ses F-15S au standard F-15SA, et la fourniture des équipements connexes dans le cadre des Foreign Military Sale (en), À. La version F-15SA (« Saudi Advanced ») est équipée du radar à antenne active (AESA) APG-63V3, de systèmes de guerre électronique numérique (DEWS), et d'une optronique infrarouge (système Infrared Search and Track - IRST),,.
L'Arabie saoudite engage ses F-15 Strike Eagle lors des raids sur la Syrie contre l'État Islamique depuis 2015 et lors de frappes au Yémen depuis mars 2015. Un de ses appareils a été perdu en mer le 26 mars 2015.

## Versions

### F-15E
Le F-15E est un avion d'attaque au sol biplace à grand rayon d'action destiné à l'US Air Force. Un total de 236 exemplaires ont été construits de 1985 à 2001.

### F-15I

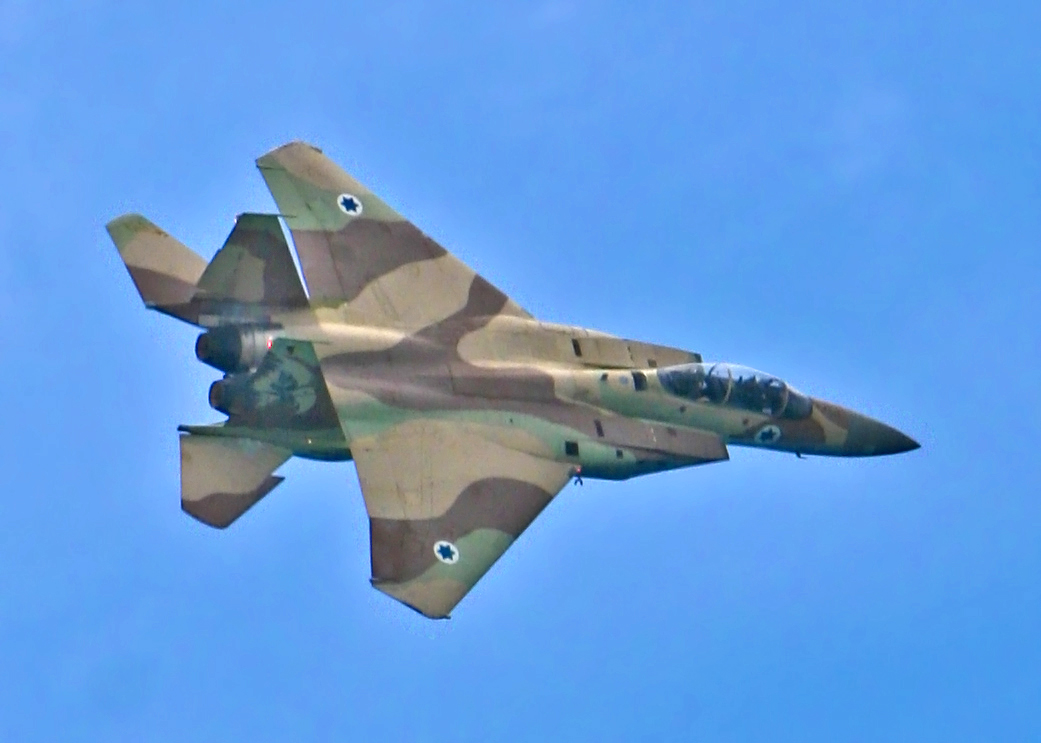
Un F-15I des Forces aériennes israéliennes.

Le F-15I (pour « Israeli ») est utilisé par l'aviation militaire israélienne, où il est connu sous le nom de « Ra'am » (en hébreu : « רעם », signifiant « Tonnerre »). C'est un avion d'attaque au sol biplace propulsé par deux moteurs Pratt & Whitney F100-PW-229 et basé sur le F-15E.
Après la guerre du Golfe de 1991, au cours de laquelle des villes israéliennes avaient été attaquées par des missiles Scud basés en Irak, le gouvernement israélien décida qu'il avait besoin d'avions d'attaque longue distance. En 1993, Israël émit un appel d'offres aux sociétés aéronautiques intéressées par la production du nouvel avion de chasse israélien. En réponse, Lockheed Martin proposa une version du F-16 Fighting Falcon et McDonnell Douglas proposa les F/A-18 Hornet et F-15E. Le 27 janvier 1994, le gouvernement israélien annonça qu'il avait l'intention d'acheter 21 F-15E. La conception du F-15E fut modifiée suivant les exigences israéliennes, y compris le casque DASH, et fut rebaptisé F-15I. Le 12 mai 1994, le gouvernement américain autorisa l'achat de 25 F-15I par Israël. En novembre 1995, Israël acheta quatre appareils de plus, les amenant à la limite imposée par les États-Unis. 25 exemplaires ont été construits entre 1996 et 1998.

#### Particularités du F-15I
Le F-15I Ra'am, très similaire au F-15E, dispose de certains systèmes d'avionique adaptés spécifiquement pour répondre aux exigences israéliennes. Pour faciliter les frappes de nuit, les F-15I ont d'abord été équipés du système Sharpshooter, qui avait été conçu pour les F-16 israéliens mais est moins performant que le LANTIRN utilisé sur le F-15E. Quand les États-Unis ont autorisé  Israël à acquérir le LANTIRN, ce dernier a donc été choisi. Cet achat a amélioré la vision de nuit du F-15I, et 30 équipements LANTIRN ont finalement été livrés. Après ces modifications, le F-15I était presque identique au F-15E. La seule différence significative entre le F-15I et le F-15E vient du fait que le F-15I avait été livré sans système d'alerte radar. Israël a installé ses propres équipements de guerre électronique dans ses F-15. L'électronique manquante au F-15I a été remplacée par le système Elisra SPS-2110 israélien et il a également été doté d'un ordinateur central et d'un système GPS / Navigation inertielle intégré.
Tous les capteurs de l'avion peuvent être asservis à l'écran et viseur du casque (DASH), offrant aux deux membres d'équipage un mécanisme de ciblage efficace que le F-15E ne possède pas. Les systèmes avancés du Ra'am incluent un radar APG-70 avec capacité de cartographie de terrain. L'imagerie la plus fine dont l'APG-70 dispose, indépendamment des conditions météorologiques et de la lumière, permet de localiser des cibles qui seraient autrement  difficiles à trouver comme des batteries de missiles, des chars ou des structures, même dans des conditions aussi défavorables qu'une couverture complète de brouillard, fortes pluies ou une nuit sans Lune. Le radar peut détecter des cibles de la taille d'un grand avion de ligne à 150 nautiques, et de la taille d'un chasseur à 56 nautiques.

### F-15K

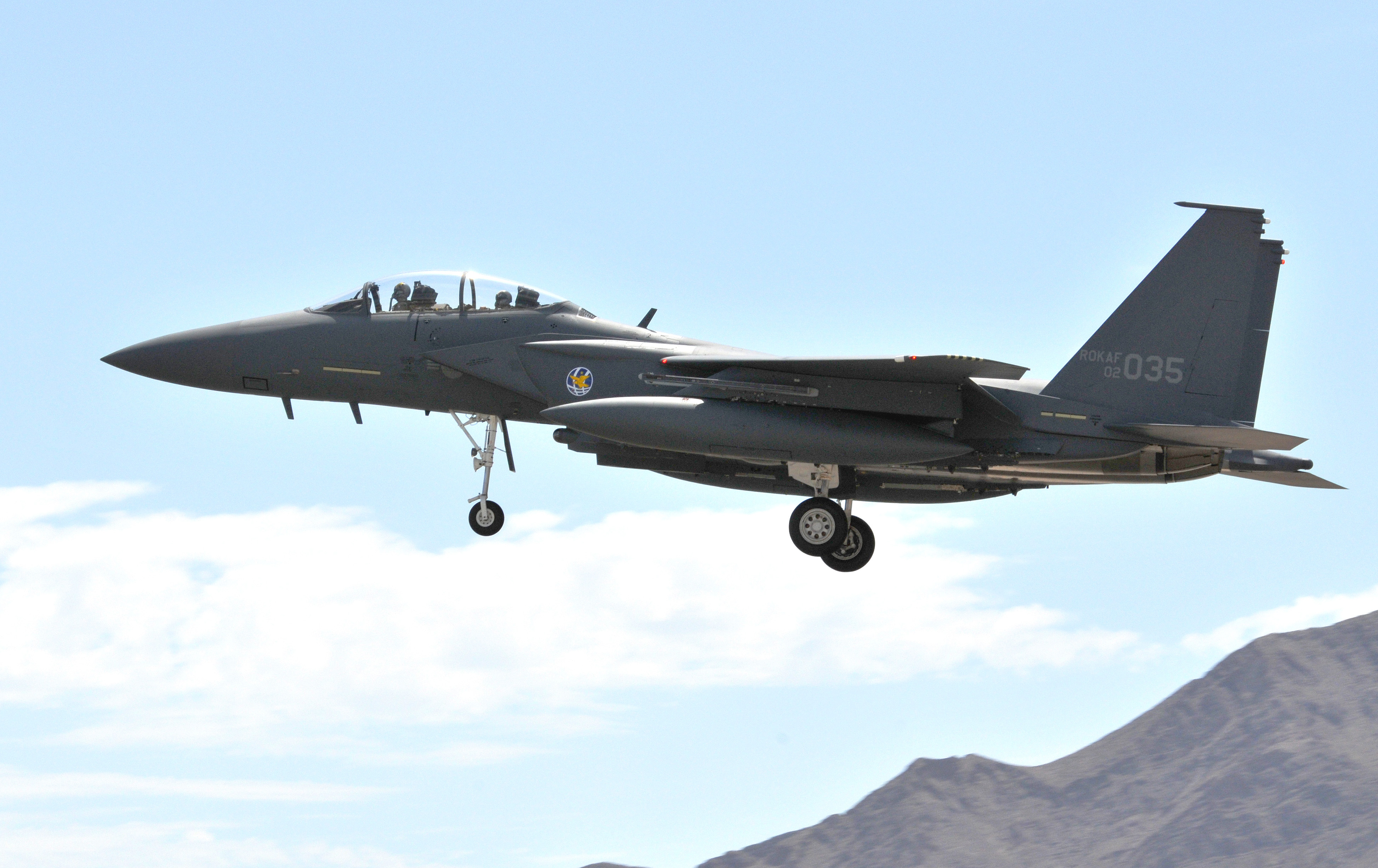
Un F-15K atterrit à la base aérienne de Nellis AFB, dans le Nevada, USA, le 5 août 2008 pour participer à l'exercice Red Flag.

Le F-15K Slam Eagle (en coréen : F-15K 슬램 이글) est un dérivé avancé du F-15E, commandé par et livré à la force aérienne de la République de Corée. Plusieurs éléments majeurs de l'avion ont été sous-traités par Boeing à diverses sociétés coréennes pour une production locale, dans le cadre d'un accord de compensation dans lequel la Corée sera responsable de 40 % de la production et 25 % de l'assemblage des Slam Eagles. Le fuselage et les ailes sont fournis par Korea Aerospace Industries, les commandes de vol par Hanwha Corporation, électronique de guerre et récepteur d'alerte radar par Samsung Thales, affichage tête haute, système de communication et le radar par LIG Nex1,,,, et les moteurs par Samsung Techwin (en), avant l'assemblage final par Boeing à Saint-Louis, où se situe l'usine principale du groupe.
En 2002, la force aérienne de la République de Corée choisit le F-15K pour son programme de chasse FX, après avoir effectué une sélection parmi quatre chasseurs qui se faisaient une forte concurrence : le F-15K de Boeing, le Rafale de Dassault Aviation, l'Eurofighter Typhoon et le Su-35 de Soukhoï. Un total de 40 appareils avaient été commandés, et la livraison devait commencer à partir de 2005. Le 25 avril 2008, le gouvernement coréen annonça qu'un deuxième lot de 21 F-15K, d'une valeur de 2,3 trillions de ₩on coréens (2,3 milliards de dollars), avait été commandé. La livraison était prévue entre 2010 et 2012. Contrairement à la première série de F-15K, ce deuxième lot sera propulsé par des moteurs Pratt & Whitney F100-PW-229 (EEP). Quarante-six moteurs (d'un montant de 220 milliards de ₩on) seront construits par Samsung Techwin sous licence. La Corée du Sud a ajouté que les moteurs P & W ont des parties communes avec ceux de ses KF-16,.

#### Particularités du F-15K
La variante F-15K dispose de nombreuses fonctionnalités avancées qui ne sont pas encore disponibles[Quand ?] sur le F-15E, comme la veille infrarouge AAS-42, une suite électronique de guerre tactique modifiée pour réduire la masse et augmenter l'efficacité de brouillage, la compatibilité du poste de pilotage avec les dispositifs de vision nocturne, mise à niveau du Up-Front Controller, radio ARC-232 U/VHF avec système de Liaison 16, et radar numérique APG-63(V)1 avec capacités NCTR.
Le radar APG-63(V)1 possède un post-traitement numérique commun avec le APG-63(V)3 AESA, et peut facilement être remplacé par un radar AESA en mettant à jour l'antenne à balayage mécanique avec une antenne AESA. Le F-15K est équipé d'un Joint Helmet Mounted Cueing System (JHMCS). Il peut lancer de nombreuses armes de pointe telles que AGM-84K SLAM-ER ATA, AGM-84H Harpoon Block II, TAURUS KEPD 350 depuis octobre 2016 et potentiellement JASSM, ce dernier n'ayant pas été acquis par la Corée du Sud, Deux moteurs General Electric F110-GE-129 de 131 kN de poussée sont installés sur la première série livrée, offrant une certaine augmentation de poussée par rapport au F-15E.

### F-15QA
Le 17 novembre 2016, le département d'État des États-Unis approuve la possible vente de 72 F-15QA pour la force aérienne du Qatar,, mais on s'attend à une livraison effective de 24 à 36 appareils. Le 30 avril 2020, Boeing met en ligne la vidéo du premier vol de l'appareil.

### F-15S
Le F-15S est une variante du F-15E fournie à la force aérienne royale saoudienne au milieu des années 1990.
En octobre 2007, General Electric a annoncé la signature d'un contrat avec l'Arabie saoudite pour 65 moteurs F110-GE-129C pour les F-15S, d'un montant de plus de 300 millions de dollars.

### F-15SG
Le F-15SG (anciennement le F-15T) est une variante du F-15E, actuellement commandée par la Singapore Air Force après plusieurs années d'évaluation face à cinq autres avions de chasse. Le F-15SG a été choisi le 6 septembre 2005 face au Rafale de Dassault, le seul avion encore en lice, au moment où le cours du dollar rendait les équipements du Rafale beaucoup plus chers.
Le F-15SG est similaire dans sa configuration au F-15K vendu à la Corée du Sud, mais en diffère par l'ajout du radar APG-63(V)3 à antenne active (AESA) développé par Raytheon. Le F-15SG sera propulsé par deux moteurs General Electric F110-GE-129 de 131 kN de poussée. Dans l'attente de nouvelles sur l'avancement du programme F-35, la Singapore Air Force a passé une commande de 12 appareils, avec une option sur 8 autres, pour remplacer ses ST Aerospace A-4SU Super Skyhawk. L'achat fait partie du nouveau programme de remplacement de chasseurs, d'une valeur d'environ 1 milliard de dollars. Ce sera l'avion le plus cher de la force aérienne du pays.
Le 22 août 2005, la Defense Security Cooperation Agency (DSCA) a notifié au Congrès américain une vente potentielle de matériel militaire, armes, logistique et formation à l'étranger, au cas où le F-15 de Boeing serait choisi par Singapour. Puisque l'achat de F-15 est confirmé, on peut supposer que Singapour prendra le package proposé « armes et logistique », d'une valeur supplémentaire de 741 millions de dollars si toutes les options sont exercées. Diverses armes et matériels sont inclus dans ce forfait, comme les missiles AIM-120C et AIM-9X, bombes GBU-38 JDAM, et AGM-154 JSOW, lunettes à vision nocturne et terminaux Link 16. Le premier F-15SG a été livré le 3 novembre 2008. Les livraisons de F-15SG ont commencé au deuxième trimestre 2009 et se sont poursuivies jusqu'en 2012.
En juillet 2010, au moins 12 appareils avaient été livrés - dont 6 se sont rendus à leur base d'attache à Singapour, tandis que les autres sont dévolus à la formation longue du détachement à la base de Mountain Home AFB, en Idaho.

### F-15 STOL/MTD

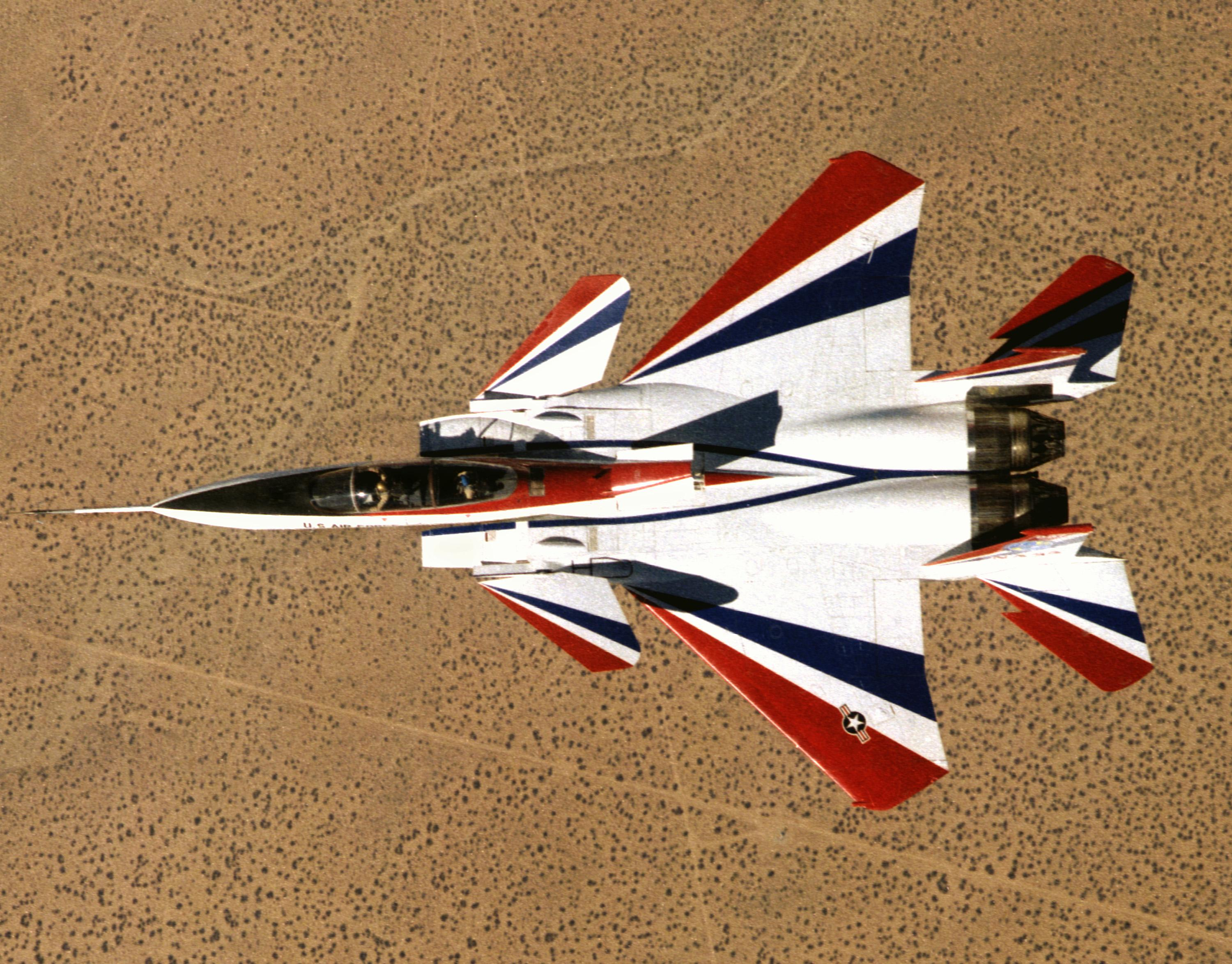
Vue de dessus du F-15 STOL/MTD, survolant la zone du Dryden Flight Research Center en octobre 1996.

Le F-15 STOL/MTD (en anglais : Short Takeoff and Landing/Maneuver Technology Demonstrator) est une version modifiée du F-15 Eagle, développée comme un démonstrateur technologique. Il a été utilisé afin d'effectuer des recherches sur les effets de la poussée vectorielle et la manœuvrabilité. Plusieurs prototypes ont été conçus en version monoplace et biplace ; il a également été utilisé dans le programme du F-15E. L'avion a été prêté à la NASA par l'United States Air Force.

### Variantes proposées
Le F-15H-Strike Eagle (H pour « Hellas ») est une version du F-15E proposée en 1990 à l'exportation vers la Grèce, qui avait été sélectionnée par le ministère grec de la Défense et l'Armée de l'Air grecque, mais le gouvernement a choisi le nouveau F-16 et le Mirage 2000-5 à la place.
Une variante EF-15E devait remplacer le General Dynamics/Grumman EF-111A Raven de l'USAF dans son rôle d'avion de guerre électronique. Il a également été pressenti pour remplacer le F-4G Wild Weasel (surnom des missions antiradars) pour la Suppression of Enemy Air Defenses (en) (SEAD), rôle qui a été transmis plus tard au F-16 modifié.
Le F-15SE Silent Eagle est une nouvelle version du F-15E, étudiée par Boeing en utilisant les caractéristiques de chasseur de cinquième génération (en), telles que le transport des armes à l'intérieur d'une soute et l'emploi de matériaux absorbant les ondes radar.

## Opérateurs
Arabie saoudite

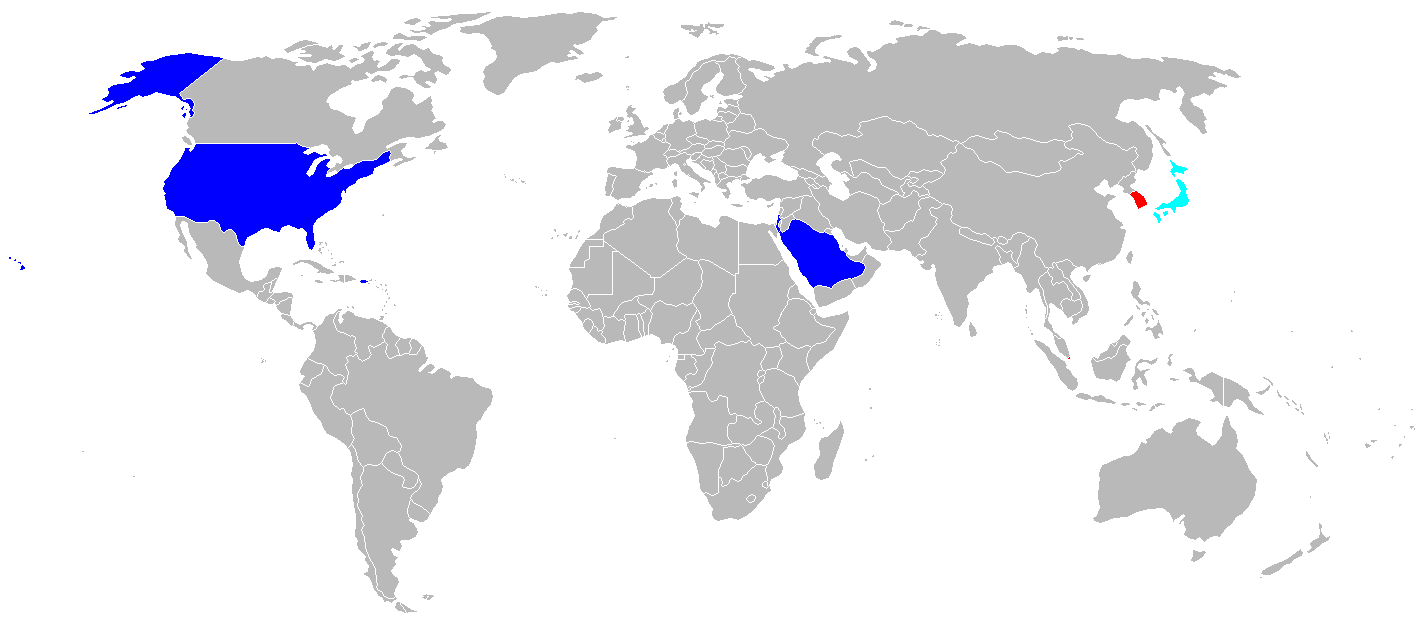
Utilisateurs du F-15 :
En bleu, les utilisateurs du F-15,
En rouge, les utilisateurs du Strike Eagle,
En bleu foncé les pays utilisant les deux versions.

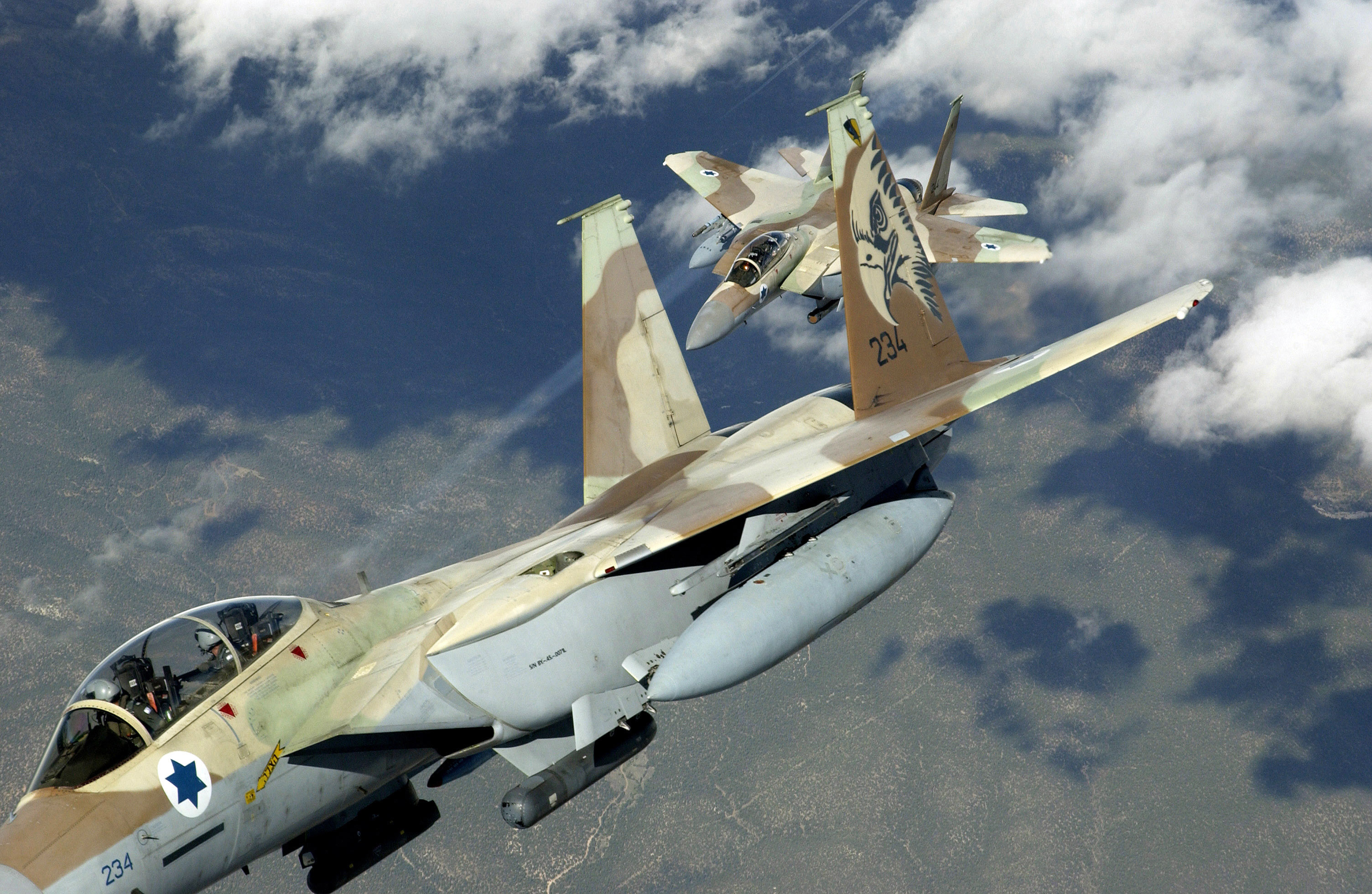
Deux F-15I Ra'ams du de la Force aérienne et spatiale israélienne.

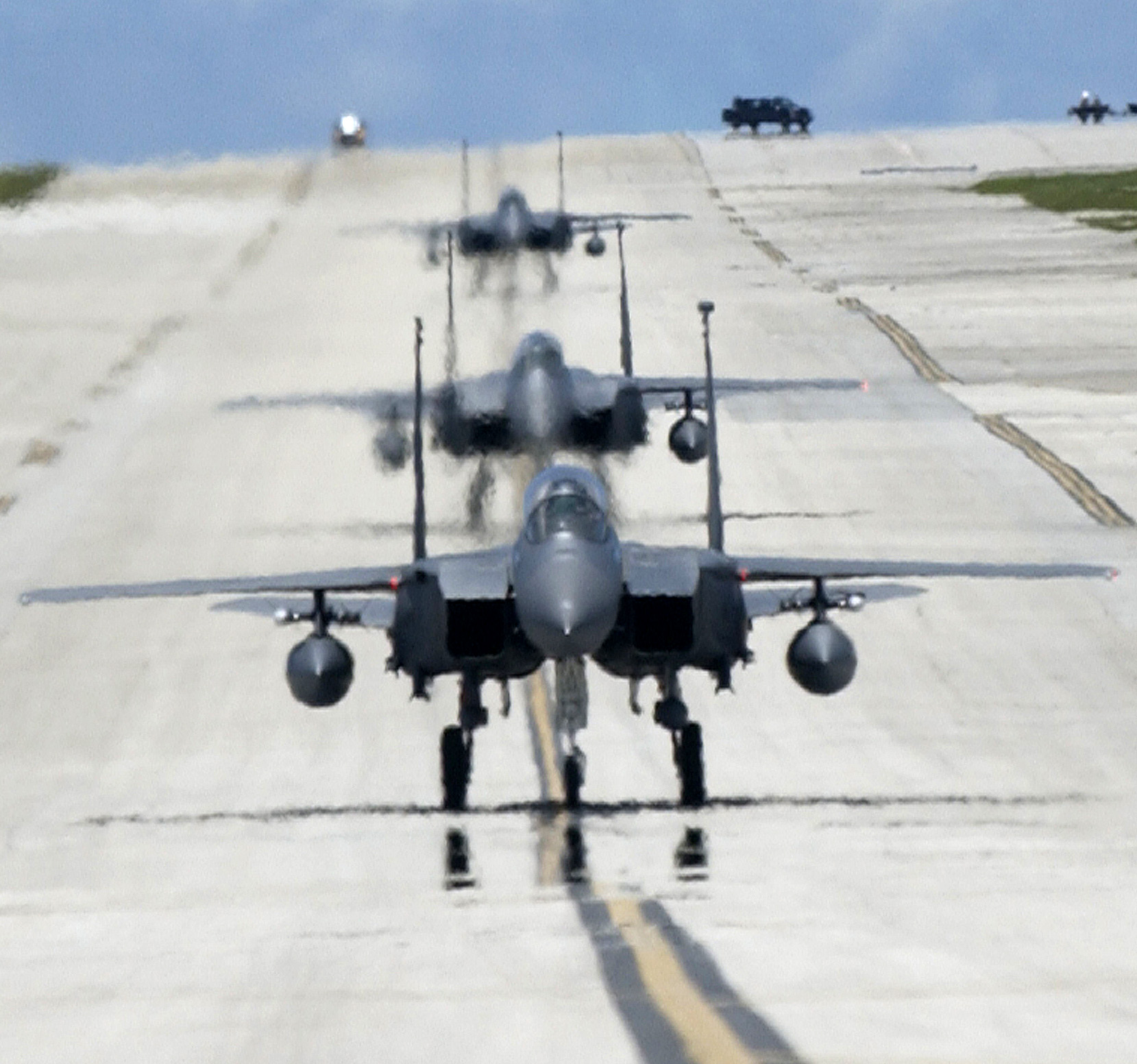
Des F-15E du 90th Expeditionary Fighter Squadron en roulage vers leur stationnement sur Andersen Air Force Base, Guam, durant l'exercice Valiant Bouclier 2006.

- La force aérienne royale saoudienne exploite 72 F-15S, qui devraient être modernisés, et a commandé 84 F-15SA[55].
  - RSAF 3 Wing, basé à la King Abdullah Aziz Air Base à Dhahran
    - No. 92 Squadron

  - RSAF 5 Wing, basé à la King Khalid Air Base à Khamis Mushait
    - No. 6 Squadron
    - No. 55 Squadron[87]

 Corée du Sud
- La force aérienne de la République de Corée a reçu 61 F-15K Slam Eagle (dont 1 perdu dans un accident). 40 commandés en avril 2002 motorisés avec des General Electric F110 et 21 motorisés avec des Pratt & Whitney F-100-PW-229 en octobre 2008. Ils sont livrés entre octobre 2005 et avril 2012[88].
  - 11th Fighter Wing (제11전투비행단), basé à Daegu
    - 102nd Fighter Squadron Blue Dragon
    - 122nd Fighter Squadron Jaguar
    - 151nd Fighter Squadron[89]

 Israël
- La force aérienne et spatiale israélienne exploite 25 avions F-15I "Ra'am". Les deux premiers arrivant le 9 janvier 1998, les derniers en juin 2000[90].
  - 69e escadron, basé à la base aérienne de Hatzerim

 Singapour
- L'armée de l'Air de Singapour a commandé, en 2014, 32 F-15SG. Elle dispose de 18 appareils le 5 avril 2010 à l'inauguration de l'escadron les utilisant[91]. En avril 2014, on spécule qu'il y aurait un total de 40 commandes[92].
  - 149e escadron « Fighting Shikra »[93].

 États-Unis
- L'United States Air Force voulait 392 appareils à l'origine et en a reçu un total de 227. Il y avait 223 F-15E opérationnels en novembre 2008[94]. Il en restait 219 en 2013[95]. Les unités actives sont en gras[96].
  - Air Combat Command
    - 4th Fighter Wing - Seymour Johnson AFB (en), Caroline du Nord
      - 333d Fighter Squadron
      - 334th Fighter Squadron
      - 335th Fighter Squadron
      - 336th Fighter Squadron

    - 53d Wing (en) - Eglin AFB, Florida
      - 85th Test and Evaluation Squadron (en)
      - 422d Test and Evaluation Squadron (en) - Nellis AFB, Nevada

    -  57th Wing (en) - Nellis AFB, Nevada
      - 17th Weapons Squadron (en)

    - 366th Fighter Wing - Mountain Home AFB, Idaho
      - 389th Fighter Squadron (en)
      - 391st Fighter Squadron (en)
      - 428th Fighter Squadron (en) mixed USAF/RSAF unité de formation sur le nouveau F-15SG.

    - 379th Air Expeditionary Wing (en)
    - 455th Air Expeditionary Wing (en) - Bagram AB, Afghanistan

  - United States Air Forces in Europe
    - 48th Fighter Wing - RAF Lakenheath, Angleterre
      - 492d Fighter Squadron (en)
      - 494th Fighter Squadron (en)

  - Air Education and Training Command
    - 405th Tactical Training Wing (en) / 58th Fighter Wing (en) / 56th Fighter Wing (en) - Luke AFB, Arizona
      - 461st Fighter Squadron (en) - désactivé
      - 550th Fighter Squadron (en) - désactivé
      - 555th Fighter Squadron - déplacé à Aviano AB, Italie & rééquipé avec des F-16C

  - Pacific Air Forces
    - 3d Wing - Elmendorf AFB, Alaska
      - 90th Fighter Squadron - rééquipé avec des F-22

  - Air Force Materiel Command
    - 46th Test Wing (en) - Eglin AFB
      - 40th Flight Test Squadron (en)

    - 412th Test Wing (en) - Edwards AFB
      - 415th Flight Test Flight (en)
      - 419th Flight Test Squadron (en)

  - Air Force Reserve Command
    - 414th Fighter Group (en) - Seymour Johnson AFB, en Caroline du Nord
      - 307th Fighter Squadron (en)

### Futurs utilisateurs
- Qatar : 36 F-15AQ commandés en 2018. Ces appareils neufs seront construits dans les ateliers de Boeing, à St. Louis[97].

## Galerie photographique

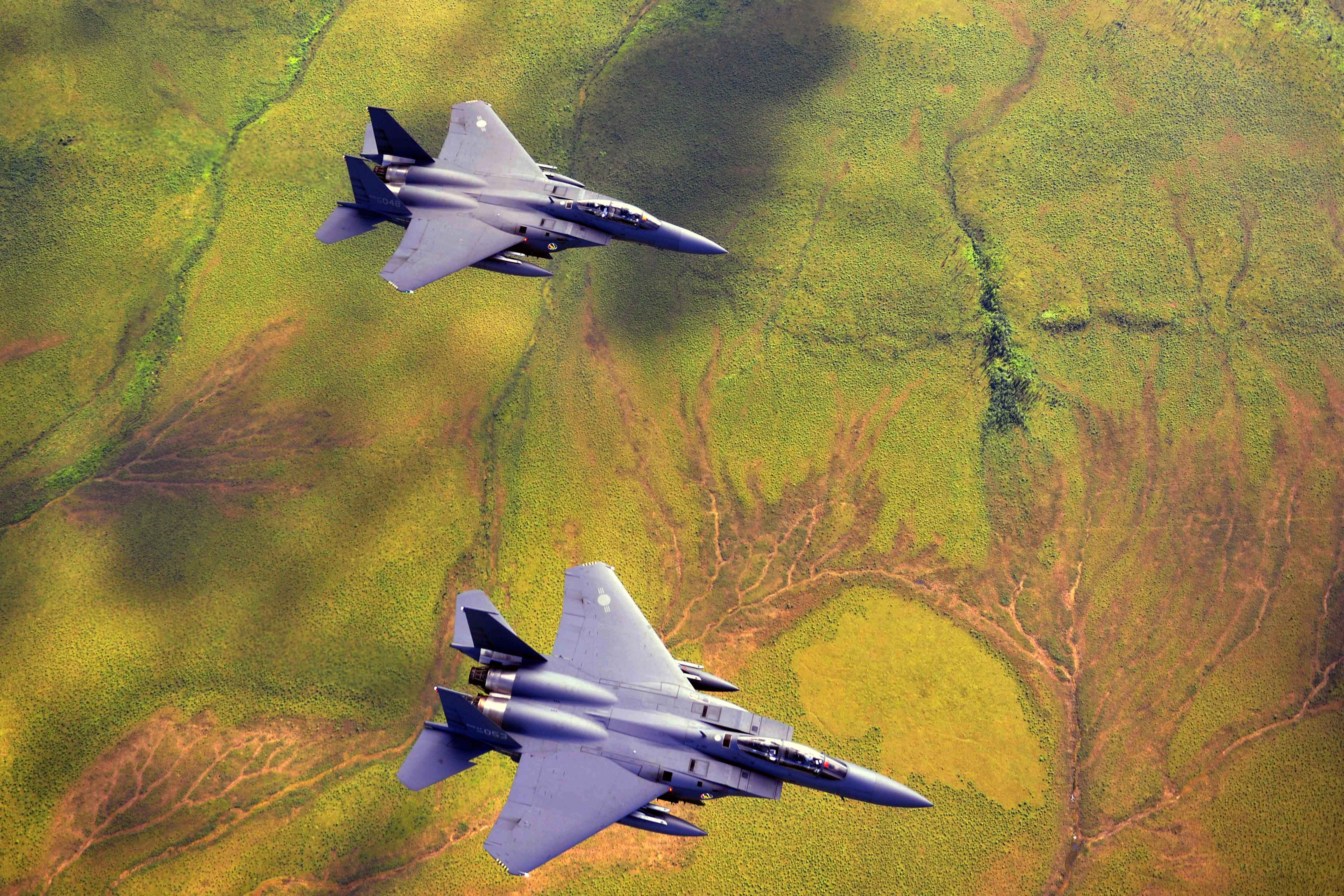
Deux F-15K Slam Eagle sud-coréens en vol.
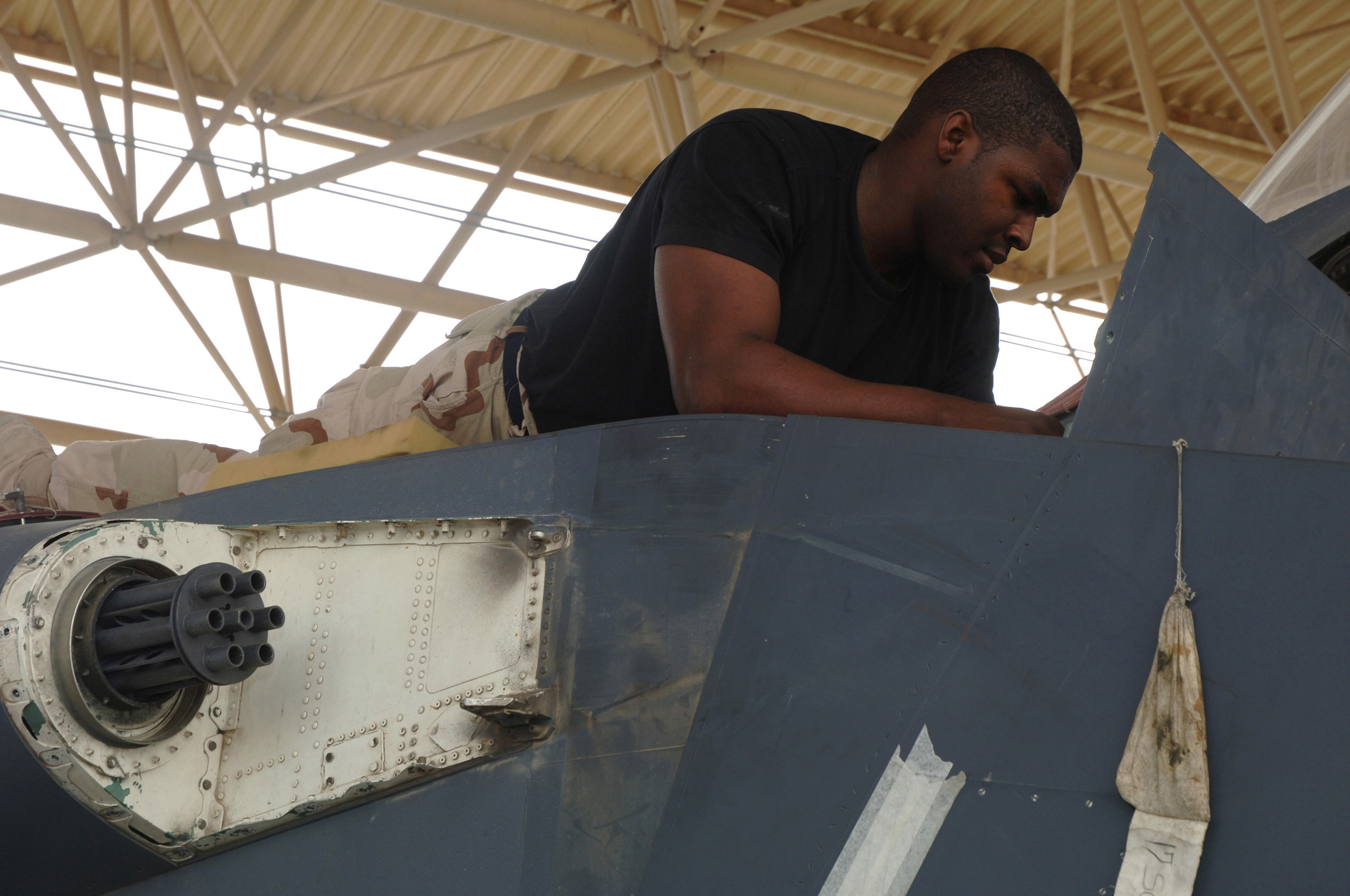
Un F-15E en cours de maintenance. La photo montre le canon de 20 mm M61 Vulcan, avec son carénage retiré.
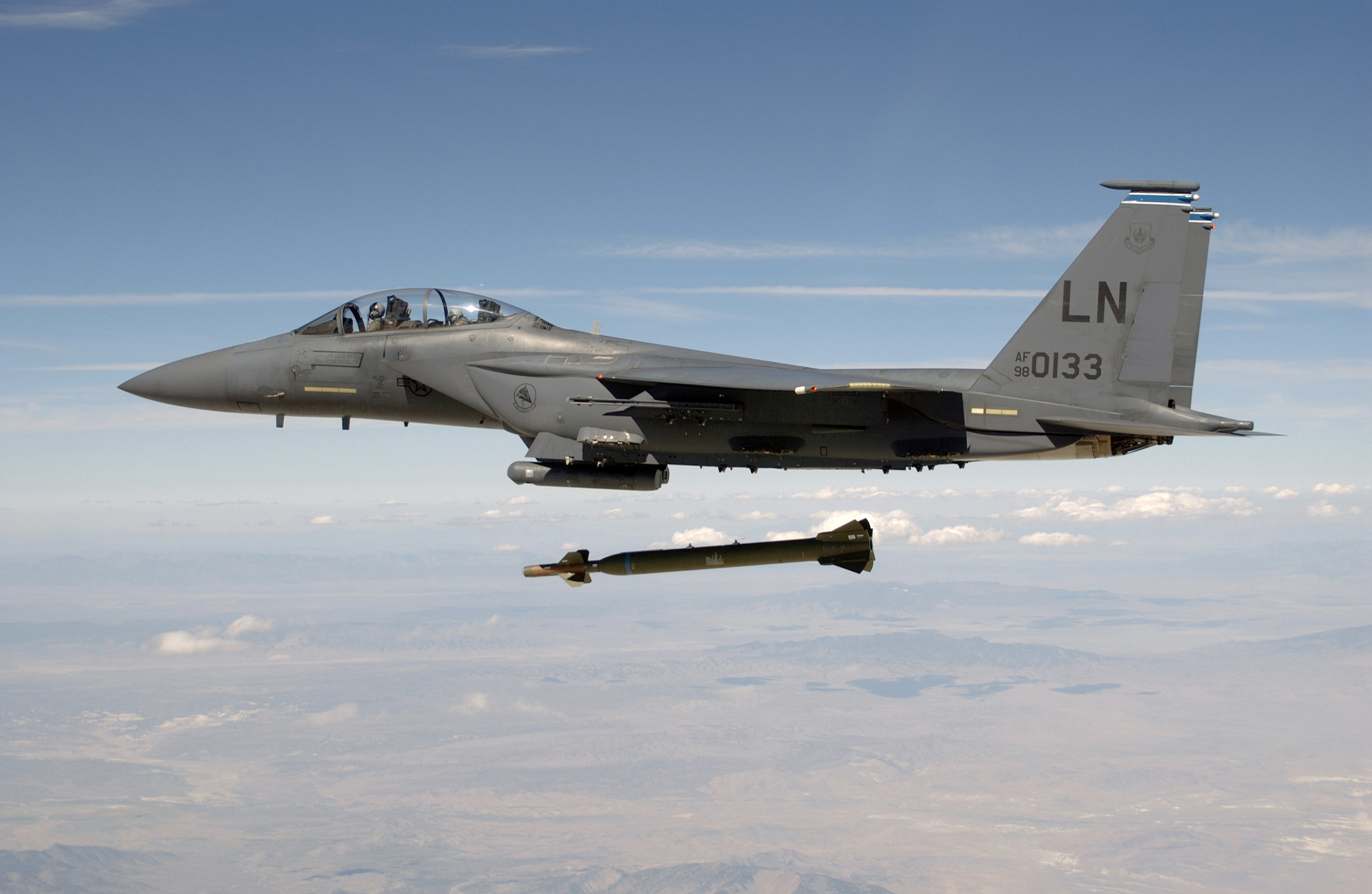
Un F-15E lâchant une bombe GBU-28 « Bunker Buster » lors d'un essai. Cette bombe perforante est destinée à pénétrer et détruire les bâtiments durcis.
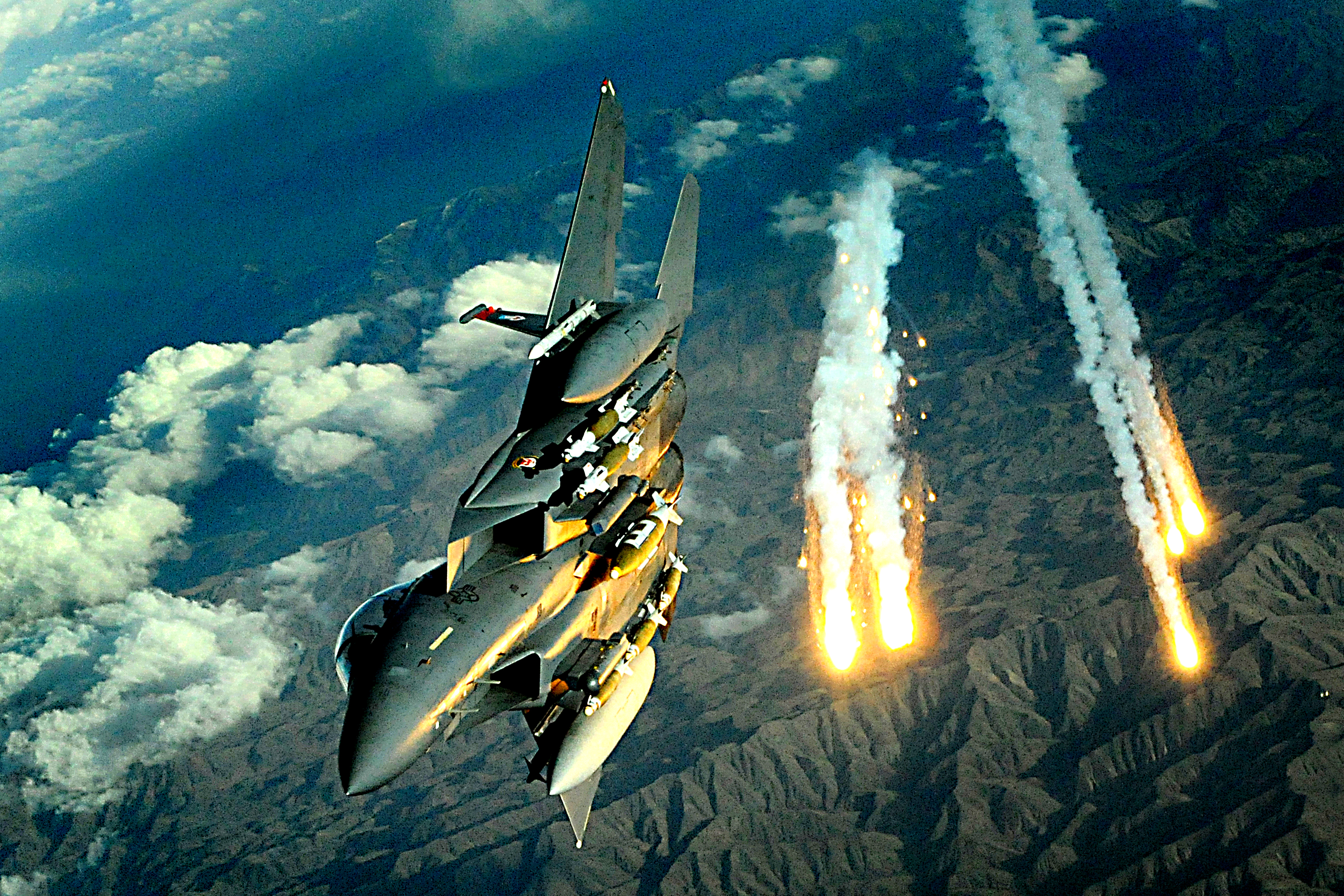
Un F-15E lance des leurres lors d'un vol au-dessus de l'Afghanistan, le 12 novembre 2008.
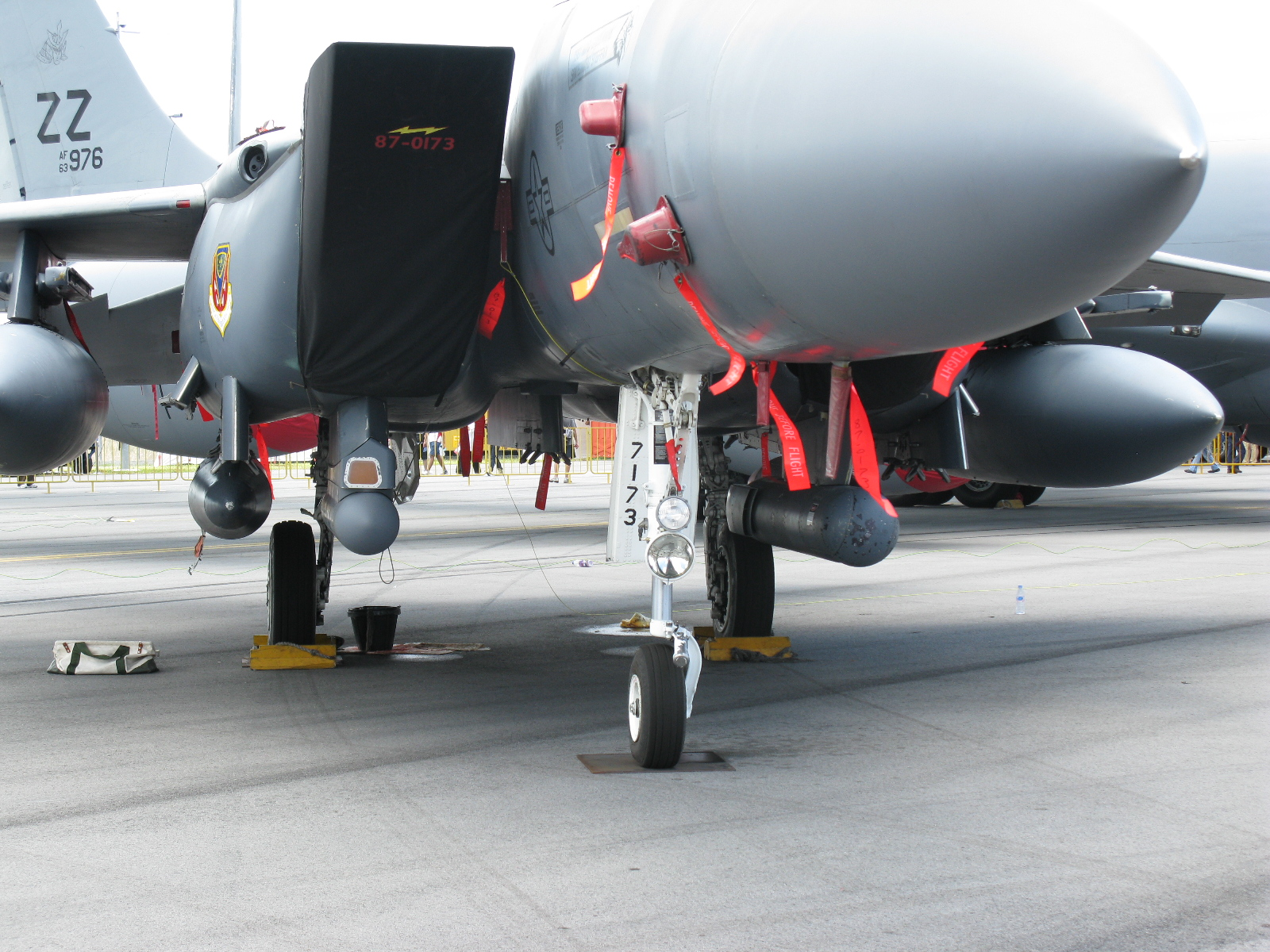
Les nacelles LANTIRN montées sous un F-15E Strike Eagle, l'AN/AAQ-13 de navigation à gauche et l'AN/AAQ-14 de ciblage à droite.

## Simulateurs
Une simulation du F-15E existe sur Flight Simulator X (sous les noms de F-15E Mudhen Driver et F-15E Eagle), et le jeu Jane's F-15, produit par Electronic Arts en 1998, décrit également avec efficacité le rôle de ce puissant avion pendant la guerre du Golfe.
Une version du F-15C est aussi présente dans le Simulateur de Vol DCS World en Add-On. Cette version du F-15C est notamment la plus réaliste en termes de système et d'armement, bien que son cockpit ne soit pas cliquable.
Également, une version du F-15E Strike Eagle est disponible dans le simulateur de vol DCS World depuis Juin 2023 (en accès anticipé à cette date). Réalisé par le développeur tiers spécialisé Razbam, ce module avancé avec cockpit cliquable est une simulation très approfondie du F-15E, une des plus réalistes dans un simulateur grand public. Aussi bien au niveau de la modélisation des systèmes, que du modèle de vol, de la simulation des pannes et de la réalisation graphique et sonore.

## Accidents et pertes
- Liste des accidents de F-15 (en)